# Хронологія історії України XX століття

## Початок XX століття:Перша Світова війна, революції,Перші визвольні змаганняі Громадянська війна
| 1902      | Полтавсько-Харківське селянське повстання. сільгоспробітники Галичини під впливом українських радикалів і за підтримки націонал-демократів почали під час жнив масовий організований страйк, що охопив понад 100 тис. учасників. Миколою Міхновським у Харкові заснована українська націоналістична партія (УНП, НУП), яка продовжила справу Тарасівців. |
| 1903      | Літо — загальний страйк на півдні Російської імперії. При УНП створена бойова організація - «Оборона України», покликана стати на чолі всеукраїнського національного повстання. |
| 1904      | Відкрито ділянку залізниці Долинська — Олександрівськ — Волноваха. На Галичині Василем Нагірним створений Центральний союз українських кооперативів, який налічував 550 філій і 180 тис. членів. 08 лютого 1904 — 05 вересня 1905 — російсько-японська війна |
| 1905      | 8 − 24 червня — політичний страйк робітників Одеси. 14 — 25 червня — Повстання на броненосці «Потьомкін» 8 вересня — Портсмутський мирний договір, який закріпив поразку Росії у війні з Японією 7 — 25 жовтня — всеросійський політичний страйк. 17 жовтня — царський маніфест — октройований акт, підготовлений з метою вдосконалення виконавчої влади Російської імперії, демонстрації турботи про підданців у розпалі революції 1905—1907, визнання насущності системних реформ. Створення в Катеринославі і Києві перших в Україні Рад робітничих депутатів 11 − 15 листопада — повстання моряків під проводом П. П. Шмідта у Севастополі. Листопад — грудень — загальні страйки в Харкові, Києві, Катеринославі, Одесі. |
| 1906      | 14-21 жовтня у Києві проходив монархічний чорносотенський Третій Всеросійський З'їзд російських людей (Всеросійський З'їзд Людей Землі Руської). 9 листопада — указ уряду про виділення селян з громад на хутора — столипінська реформа. |
| 1907      | Організація в Києві першого стаціонарного українського театру (Театр Миколи Садовського) в Австро-Угорщині введено загальне виборче право |
| 1908      | Юзеф Пілсудський заснував у Галичині Союз активної боротьби протестуючи проти порушень виборчого законодавства, український студент Мирослав Січинський убив губернатора Анджея Потоцького |
| 1909      | Заснування Дніпровської біологічної станції. Створення Харківської селекційної станції Створення перших українських художніх фільмів. |
| 1910      | Союз активної боротьби Юзефа Пілсудського створив у Львові нелегальну воєнізовану організацію «Стрілецька спілка» У черговій україно-польській сутичці між студентами у Львові був убитий український студент Адам Коцко |
| 1911      | 18 (5 ст.ст.) вересня — у Київському оперному театрі есер і таємний агент поліції Дмитро Богров застрелив прем'єр-міністра царського уряду Петра Столипіна. Похований у Києво-Печерській лаврі. |
| 1913      | Відкриття консерваторій в Одесі і Києві. |
| 1914—1918 | Перша світова війна |
| 1914      | 28 липня: Австро-Угорщина оголошує війну Сербії ; 1 серпня — Німеччина оголосила війну Росії і 3 серпня — Франції. 6 серпня — Австро-Угорщина оголошує війну Росії. У складі австро-угорських військ діяли національні легіони — польський, албанський та український — січові стрільці (УСС). 1 (або 3) серпня: у Львові створено проавстрійську Українську Раду на чолі з парламентарем Костем Левицьким, яка після поразки австрійської армії у Галичині перебралася до Відня. Соціалісти зі Східної України також створили у Львові Союз визволення України. 4 серпня: Головна Українська Рада ухвалила рішення про створення з добровольців української військової організації, що одержала назву Українських січових стрільців. 23 — 25 серпня : Галицька битва (Люблін-Холмська операція) — розгром російськими військами австро-угорських і окупація східної Галичини. 29 жовтня — турецькі корабля і німецькі крейсери «Гебен» і «Бреслау» обстріляли Одесу, Севастополь, Феодосію і Новоросійськ На кінець 1914 р товариство «Просвіта» мало 77 місцевих відділень, 3 тис. читалень і бібліотек, 36 тис. членів у Львові і 200 тис. — в сільських читальнях. Військово-спортивні товариства «Сокіл» і «Січ» мали 974 місцеві осередки, налічували 33 тис. членів |
| 1915      | 22 березня — після облоги капітулював 120-тисячний австро-угорський гарнізон Перемишля. у Відні була відтворена Українська Рада 2 — 5 травня: Горлицький прорив німецьких військ і залишення російськими військами Галичини (3 червня — Перемишля, 22/23 червня — Львова) 5 травня: ГУР та СВУ об'єдналися та утворили ЗУР (Загальну Українську Раду) 26 серпня — німецькі війська вибили росіян з Берестя (Брест-Литовськ) |
| 1916      | 4 червня — 22 серпня: Наступ Південно-Західного фронту під командуванням О. Брусилова (Брусиловський прорив), в ході якого було розбито німецькі і австрійські війська і зайнято Луцьк, Станіслав, Чернівці. червень — розпочалася блокада Чорноморським флотом Босфору 27 серпня — Румунія вступає у війну на боці Антанти. 30 серпня — Османська імперія оголошує війну Російській 26 вересня — початок контрнаступу австро-німецьких військ у Трансільванії, в ході якого було знищено румунську армію. 5 листопада — створення на польських і українських територіях, окупованих Австро-Угорщиною та Німеччиною, «Королівства Польського» на чолі з «Державною радою». |

### 1917 рік
| Лютий    | 23 — 27 лютого (8 — 12 березня) — Лютнева революція в Петрограді — повалення царського режиму в Росії. Створення Петроградської Ради робітничих і солдатських депутатів. |
| Березень | 2 (15) березня — Микола II підписує в Пскові акт про зречення від престолу (і від імені свого сина Олексія) на користь брата, великого князя Михайла Олександровича. Створення Тимчасового уряду у Петербурзі. У Росії формується двовладдя між тимчасовим урядом і радами робітничих, солдатських депутатів. 2—16 (15—29) березня — утворення рад робітничих депутатів у великих містах України. 3—5 (16—18) березня на території України практично були ліквідовані органи царської адміністрації, виконавча влада перейшла до призначених Тимчасовим урядом губернських та повітових комісарів 4 (17) березня — Утворення в Києві Центральної ради. 7 березня — вибори керівного ядра Центральної Ради. Головою УЦР був обраний відомий історик і громадський діяч Михайло Грушевський, який в цей час ще не повернувся до Києва з Москви, де добував своє заслання. 19 березня — 100-тисячна маніфестація в Києві, що скінчилася віче, яке підтримало резолюцію про автономію України |
| Квітень  | 6—8 (19—21) квітня — Всеукраїнський національний конгрес в Києві, на якому були присутні близько 900 депутатів від різних українських організацій. На з'їзді депутати обговорили різні аспекти національно-територіальної автономії України, ухвалили рішення про створення крайової влади й вироблення проекту автономного статуту України, обрали 118 членів Української Центральної Ради, у тому числі М. Грушевського — головою УЦР, В. Винниченка і С. Єфремова — заступниками голови. Мандати членів Ради отримали відомі українські громадські та політичні діячі: Д. Дорошенко, М. Міхновський, В. Прокопович, Є. Чикаленко, О. Шульгін, А. Ніковський, С. Русова, В. Леонтович, Л. Старицька-Черняхівська та ін. 30 квітня — 3 травня — збори козацтва у Катеринодарі, на яких утворився козацький уряд — Кубанська Військова Рада; головою був обраний Микола Рябовіл. |
| Травень  | 16 (29) травня — безрезультатний візит до Петрограда делегації УЦР на чолі з В. Винниченком та С. Єфремовим 18-21 травня — I Всеукраїнський військовий з'їзд в Києві. Учасники з'їзду (близько 900 делегатів) підтримали вимогу національно-територіальної автономії України, призначення при Тимчасовому уряді міністра у справах України, створення крайового урядового органу, організацію української армії, намітили заходи по українізації армії та військової освіти, підтримали формування першої української військової частини — полку ім. Б. Хмельницького. Командиром полку був призначений полковник Юрій Капкан. Учасники з'їзду обрали Український генеральний військовий комітет на чолі з Симоном Петлюрою. |
| Червень  | 3 — 24 червня — 1-й Всеросійський з'їзд рад робітничих і селянських депутатів у Петрограді. 5 — 10 червня — II Всеукраїнський військовий з'їзд 18 червня (1 липня) — австро-німецькі війська вибили росіян з Галичини. 10 (23) червня: на засіданні Комітету Центральної Ради 1-м Універсалом Центральної ради проголошено автономію України (Автор — Володимир Винниченко). 28 червня створено Генеральний Секретаріат — виконавчий орган Центральної Ради. Першим Генеральним секретарем був обраний Володимир Винниченко. 29 червня (12 липня) — до Києва прибула делегація Тимчасового уряду у складі О. Керенського, І. Церетелі, М. Терещенка з ціллю налагодити відносини з Центральною Радою. |
| Липень   | 2 (15) липня — декларація Тимчасового уряду про визнання Генерального секретаріату як вищого розпорядчого органу України 3 (16) липня — 2-й Універсал Центральної Ради: Тимчасовий Уряд у Петрограді визнавав УЦР і Генеральний Секретаріат як крайовий орган України і водночас Генеральний Секретаріат ставав органом центрального уряду. Зі свого боку, УЦР визнавала Всеросійські установчі збори, а до їх скликання зобов'язувалася не робити самовільних кроків щодо здійснення автономії України. 5 (18) липня — Виступ полуботківців — збройний виступ вояків Другого українського ім. гетьмана Павла Полуботка козачого полку та членів Українського військового клубу ім. Полуботка з метою проголошення незалежності України 26 липня (8 серпня) — в Києві донські козаки і кірасирський полк вчинили збройну провокацію проти полку ім. Богдана Хмельницького, у результаті якої було убито 16 і поранено 30 богданівців Липень — проголошення незалежної Білоруської народної республіки. |
| Серпень  | 4 серпня — Петроградський уряд Росії видав Тимчасову інструкцію Генеральному секретаріатові УЦР, яка фактично перекреслювала усі попередні домовленості між Центральною Радою та Тимчасовим урядом і скорочувала повноваження УЦР (замість запропонованого делегацією УЦР «Статуту Генерального Секретаріату»). - Генеральний Секретаріат мав стати органом тимчасового уряду - Генеральний секретаріат мав складатися із 7-ми секретарів - Повноваження Генерального секретаріату суттєво обмежувалися. З його компетенції вилучалися військова та харчова справа, міжнародні зносини, пошта та телеграф, права призначення посадових осіб тощо. - Правочинність Генерального секретаріату поширювалася лише на п'ять з дев'яти українських губерній: Київську, Волинську, Подільську, Полтавську, Чернігівську. |
| Жовтень  | 25 жовтня (7 листопада) — У результаті Жовтневого перевороту Тимчасовий уряд повалено. Влада перейшла до партії більшовиків на чолі з В. І. Ульяновим (Леніним). Заколот Каледіна на Дону Євген Коновалець спільно з Р.Дашкевичем та іншими членами Галицько-Буковинського Комітету сформував Галицько-Буковинський Курінь Січових Стрільців 20 — 30 жовтня (2 — 12 листопада) — Третій Всеукраїнський військовий з'їзд в Києві 25 — 27 жовтня (7 — 9 листопада) — 2-й Всеросійський з'їзд Рад у Петрограді. Декрети про мир і про землю. Формування Радянського уряду на чолі з В.Леніним. 26 жовтня (8 листопада) — встановлення Радянської влади у Луганську, Краматорську і низці інших міст Донбасу. в Києві на засіданні Малої Ради за участі представників різних політичних та громадських організацій був створений Крайовий комітет охорони революції, відповідальний перед УЦР. Комітету мали підкорятися всі органи влади і всі сили революційної демократії в Україні. 26-31 жовтня (8-13 листопада) — Жовтневі події в Києві — збройна боротьба за владу в Києві після падіння Тимчасового уряду внаслідок жовтневого перевороту, що закінчилася перемогою Української Центральної Ради. 27 жовтня (9 листопада) — Центральна Рада прийняла резолюцію про владу в країні, де підкреслювалася необхідність переходу влади «до рук всієї революційної демократії», але не до Рад робітничих і солдатських депутатів, а також засуджувалося повстання в Петрограді. Того ж дня більшовики заявили про вихід з Малої Ради і на засіданні Рад робітничих і солдатських депутатів створили військово-революційний комітет 28 жовтня (10 листопада) Центральна рада наділила Генеральний секретаріат функціями ліквідованого Крайового комітету охорони революції. 29 — 31 жовтня (11 — 13 листопада) — в Києві в районі Печерська між більшовиками і частинами КВО сталося збройне зіткнення, що скінчилося капітуляцією більшовиків. Генеральний секретаріат узяв в свої руки справи військові, продовольчі та шляхи сполучення. 31 жовтня (13 листопада) — загальні збори Центральної Ради поширили владу Генерального секретаріату на Херсонську, Катеринославську, Харківську, Холмську і частково Таврійську, Курську та Воронезьку губернії. |
| Листопад | 1 листопада — Генеральний секретаріат призначив на посаду командуючого військами КВО підполковника В. Павленка. 2 (15) листопада: генерал Алєксєєв М. В. у Новочеркаську приступив до створення добровольчого збройного формування (з 25 грудня — Добровольча армія). 7 (20) листопада — 3-м Універсалом Центральної Ради проголошено утворення Української Народної республіки (на території Волинської, Катеринославської, Київської, Подільської, Полтавської, Таврійської (без Криму), Харківської, Херсонської, Чернігівської губерній) у складі Росії і запровадження деяких важливих реформ. 9 (22) листопада — Раднарком видав наказ про заміну верховного головнокомандуючого генерала М. Духоніна, який відмовився підкорятися більшовикам, прапорщиком М. Криленком. 13 (26) листопада — встановлення Радянської влади у Луцьку. 17 листопада — рішення УЦР взяти ініціативу формування однорідного соціалістичного уряду в свої руки 20 листопада (3 грудня) — встановлення Радянської влади у Проскурові. Початок переговорів Радянського уряду про мир з Німеччиною. 23 листопада — Південно-Західний і Румунський фронти були об'єднані в один — Український. 20-23 листопада (3-6 грудня) — з'їзд земств і міських дум в Сімферополі, що створив «тимчасовий вищий орган губернської влади» — Раду народних представників (48 осіб). З'їзд, на якому представники корінних народів Криму (22 делегати) та українського населення (30 делегатів) опинилися в меншості, висловився за збереження Криму у складі Росії. 26 листопада (9 грудня) — у Залі суду Ханського палацу в Бахчисараї розпочалися засідання кримського Курултаю 27 листопада (10 грудня) — більшовики в Могилеві при Ставці створили революційний польовий штаб для боротьби з «контрреволюційними» військами Каледіна, Дугова та Центральної Ради. У відповідь на дії більшовиків Генеральний секретаріат наказав розрізненим українізованим частинам, які перебували за межами України, передислокуватися на територію УНР. 30 листопада (13 грудня) — Генеральний секретаріат роззброїв і вислав з Києва пробільшовицьки налаштовані частини міського гарнізону |
| Грудень  | 3 (16) грудня — ухвалення Раднаркомом ленінського «Маніфесту до українського народу» з ультимативними вимогами до Центральної Ради, яка ультиматум відкинула, що спровокувало початок більшовицько-української війни 1917—1921 р. Грудень: за рішенням Антанти румунські війська окупували Бессарабію. 4—6 (17—19) грудня: Всеукраїнський з'їзд рад селянських, робітничих і солдатських депутатів, організований більшовиками. Повна підтримка діяльності Української Центральної Ради всупереч більшовицькій позиції. 9—10 (22—23) грудня: до Харкова прибули ешелони з більшовицькими військами. У ніч на 10 (23) грудня більшовицькі частини роззброїли українізовані частини: встановлення Радянської влади у Харкові. 11—12 (24—25) грудня: 1-й Всеукраїнський з'їзд Рад — з'їзд депутатів від партії більшовиків у Харкові. Проголошення України Республікою Рад робітничих, солдатських і селянських депутатів. 13 грудня: Курултай у Бахчисараї проголошує утворення Кримської Народної Республіки (першої у світі мусульманської республіки); 14 грудня Курултай затвердив символіку Кримської Народної Республіки та ухвалив «Кримськотатарські основні закони», першу Конституцію Криму. 18 грудня утворено її уряд — Директорію (у складі п'яти директорів (міністрів) на чолі з директором юстиції Номаном Челебіджиханом), яку було визнано Центральною Радою в Києві. КНР знищена більшовиками протягом січня 1918 р. 16 грудня: більшовики захопили Севастополь та — «від імені совітської влади» негайно розігнали там раду робітничих, матроських і солдатських депутатів. Натомість був створений військово-революційний комітет. Директорія та Рада народних представників, 19 грудня створили у Сімферополі об'єднаний Кримський штаб. У його розпорядженні були 2 кінні та піхотний кримськотатарські полки, а також українські та російські загони кількістю близько тисячі осіб. Номан Челебіджихан під час перемовин у Сімферополі був заарештований, перевезений літаком до в'язниці у Севастополі і там 23 лютого розстріляний. 17 (30) грудня — ЦВК рад України опублікував маніфест про повалення Центральної Ради і Генерального секретаріату, а наступного дня створив крайовий комітет боротьби з контрреволюцією. Більшовицькі війська почали наступ на Донбас і південь України. 26 грудня: 30-тисячна російська быльшовицька армія під проводом В. Антонова-Овсієнка чотирма групами з Гомеля і Брянська вторглася в Україну в напрямах Чернігів-Бахмач, Глухів-Конотоп, Харків-Полтава-Лозова. 15 (28) грудня — встановлення силами колишньої 7-ї російської армії Радянської влади у Рівному - створений Особливий комітет оборони України. 16 (29) грудня — встановлення Радянської влади у Севастополі, де більшовики захопили владу, розігнавши місцеву раду робітничих, селянських і солдатських депутатів і утворивши військово-революційний комітет. 17 (30) грудня — Утворення у Харкові Народного Секретаріату — першого радянського уряду України. 18 (31) грудня — Генеральний секретаріат призначив полковника Ю. Капкана командувачем усіх українських військ для боротьби з більшовиками 26 грудня (8 січня) — Генеральний секретаріат прийняв постанову про створення армії УНР 27 — 29 грудня (9 −11 січня 1918) — збройне повстання проти Центральної Ради і встановлення Радянської влади у Катеринославі за допомогою наступаючих більшовицьких загонів. 28 грудня (10 січня 1918) — Створення першого полку Червоного козацтва України. 30 грудня: встановлення Радянської влади у Маріуполі - з'їзд українських громадських діячів та представників українського населення Чорноморської губернії, на якому у резолюції було вказано «про приєднання Чорноморської губернії до України». |

### 1918 рік
| Січень   | 2 (15) січня — встановлення Радянської влади у Олександрівську; 6 (12) — у Полтаві; 9 (22) — у Житомирі; 13 (26) — у Сімферополі. 6 (19) січня: в Петрограді більшовики розпустили Установчі Збори (обрані у листопаді 1917), де вони були у меньшості 9 (22) січня: Центральна рада проголосила 4-м Універсалом незалежність УНР (Української народної республіки) та низку реформ. 10 — 18 (23-31) січня — III Всеросійський з'їзд Рад робітничих, солдатських і селянських депутатів, на якому прийнято Декларацію прав трудящого і експлуатованого народу і проголошена Російська Радянська Федеративна Соціалістична Республіка (РРФСР) 14—17 (27—30) січня — збройне повстання проти Центральної ради в Одесі, встановлення у місті Радянської влади. 15 (28) січня — Декрет Раднаркому про створення Робітничо-селянської Червоної армії. 16 (29) січня — Студентський Курінь розбито більшовицькими загонами у бою під Крутами, після чого більшовицькі війська вступили до Києва. встановлення радянської влади у Черкасах. 16 — 22 січня (29.01 — 04.02) — збройне більшовицьке повстання у Києві проти Центральної Ради. 17 (30) січня — встановлення Радянської влади у Херсоні 18 (31) січня: утворення Одеської Радянської республіки в результаті повстання Румчерода (існувала 2 місяці — до 13 березня) 19 січня (01.02) — встановлення Радянської влади у Чернігові 20 січня (02.02) — Декрет Українського Радянського уряду про організацію в Україні Червоної армії. Декрет Раднаркому про відокремлення церкви від декржави 23 січня (05.02) — встановлення Радянської влади у Миколаєві (або 14(27) січня) 26 січня (08.02) — Органи Центральної Ради евакуюються до Житомира; тимчасове встановлення Радянської влади у Києві 27 січня (09.02) — Представники Центральної Ради підписали з Німеччиною і Австро-Угорщиною Брест-Литовську угоду: *УНР виходила з Першої світової війни - УНР зобов'язалась постачати в Німецьку імперію та Австро-Угорську імперію їжу, що була потрібна для населення 27 січня: з'єднання більшовицьких військ у Бахмачі і початок наступу на Київ М.Муравйова. 28 січня: Феодосійське повстання — збройний виступ робітників і солдатів Феодосії, яке призвело до встановлення в місті Радянської влади. 30 січня (12.02) — переїзд Радянського уряду з Харкова до Києва. - Рада Народних Міністрів УНР проголосувала за військову допомогу з боку Німеччини і Австро-Угорщини. 31 січня (14 лютого) — У Росії запроваджується нове літочислення — григоріанський календар. За 31 січня за юліанським календарем відразу наступало 14 лютого за григоріанським. |
| Лютий    | 11 лютого: на 4 обласному з'їзді Рад робочих депутатів Донецького і Криворізького басейнів у Харкові проголошено утворення Донецько-Криворізької республіки (припинила існування через 2 місяці у квітні у зв'язку з окупацією німецькими військами). 16 лютого: Законодавча Рада проголошує Самостійну Кубанську Народню Республіку. 18 лютого: Після пред'явлення Росії ультиматуму розпочато австро-німецький наступ по всьому фронту; незважаючи на те що радянська сторона в ніч з 18 на 19 березня приймає умови німців, наступ триває. Початок введення австрійських та німецьких військ (загалом 450 000) в Україну; більшовицькі загони відступають на схід. 22 лютого — загони Кубанської республіки під тиском більшовицьких військ залишають Катеринодар. 22 лютого — 13 травня — Перший Кубанський (Льодовий) похід Добровольчої армії на Кубань після поразки на Дону і втрати Ростова і Новочеркаська. |
| Березень | 1 березня: до Києва вступають німецькі і українські частини. Радянські органи евакуюються до Таганрогу. В Житомирі Центральна Рада прийняла ряд законів: так, в УНР запроваджувався григоріанський календар, запроваджувалася національна грошова одиниця — гривня, було визначено державний герб УНР — «тризуб з часів Володимира Великого», був прийнятий закон про громадянство в УНР. 3 березня: Радянський уряд під загрозою повного розгрому і в умовах німецької окупації західних губерній підписує російсько-німецький Берестейський мир. Згідно з договором Росія втрачає Польщу, Фінляндію, Прибалтику, Україну і частину Білорусі, а також поступається Туреччині Карсом, Ардаганом і Батумі. В цілому втрати становлять 1/4 населення, 1/4 оброблюваних земель, близько 3/4 вугільної і металургійної промисловості. 4 березня: Українська Центральна Рада прийняла ухвалу про реєстрацію громадянства України 7-10 березня: І-й Установчий з'їзд Рад, ревкомів та земельних комітетів Таврійської губернії, ухвалив декрети про створення Таврійської РСР. 9 березня — більшовики переносять столицю з Петрограда до Москви 11 березня — 7 травня: перехід Першої Окремої бригади російських добровольців (близько 1—2 тис. осіб) з Румунського фронту (м. Ясси) на Дон через південь України. 12 березня: німецькі війська вступили до Чернігова 13 березня: німецькі частини оволоділи Одесою. Ліквідація Одеської радянської республіки. Лідери ОРР на кораблях Чорноморського флоту евакуювались до Севастополя. 17 березня — німецькі війська зайняли Миколаїв 17 — 19 березня: 2-й всеукраїнський з'їзд рад (Катеринослав) 19 березня: утворення у Криму Таврійської РСР (Радянської соціалістичної республіки Тавріда) на чолі з А.Слуцьким (ліквідована 30 квітня); входила до складу РРФСР (спочатку на всій території Таврійської губернії, а з 21.03.1918 — тільки на території Кримського півостріва). 20 березня — 3 квітня — антинімецьке повстання у Херсоні. 21 березня — новообраний ЦВК рад України переїхав до Таганрога 22 — 25 березня — антинімецьке повстання у Миколаєві. 23 березня: утворення Донської радянської республіки (припинила існування після оволодіння німецькими військами Ростовом 4 травня). 27 березня — озброєний загін Кубанської Ради на чолі з Віктором Покровським на Кубані зустрівся з загоном Корнілова та Алєксєєва, ядром новоствореної Добровільчої армії. |
| Квітень  | 2 — 6 квітня: Бій під Шосткою. 6 квітня: Запорізька дивізія УНР полковника П.Болбочана вступила у Харків. 7 — 8 квітня: німецькі війська зайняли Харків, у зв'язку з чим уряд Донецько-Криворізької республіки переїжджає до Луганська, а 28 квітня — за Дон. 13 квітня: початок походу Кримської групи Армії УНР на чолі з полковником П.Болбочаном з Харкова на Сімферополь. Під Катеринодаром убитий Л. Корнілов — його на чолі Добровольчої армії замінює А. Денікін. 14 квітня — 30 травня: Кубанська Радянська Республіка, частина РРФСР 18 квітня: німецькі війська урочисто увійшли до Шостки. українські війська на чолі з Петром Болбочаном атакували Таврійську РСР 21 квітня — дроздовці зайняли Ростов-на-Дону запорожці корпусу полковника Петра Болбочана прорвали оборону більшовиків на Перекопі і наблизилися до Джанкоя. 22 квітня — німецькі війська увійшли до Мелітополя. контр-адмірал М. Саблін оголосив наказом по Чорноморському флоту, що «всі судна, портове майно, які знаходяться в портах Криму та на його узбережжі, є власністю Української Народної Республіки. А тому наказую скрізь, де треба, підняти українські прапори». 2-й Запорізький полк зайняв станцію Джанкой 24 квітня: у Сімферополь і Бахчисарай вступають частини Армії УНР полковника П.Болбочана. кримські татари розстріляли всіх членів уряду Республіки Тавриди, які напередодні потрапили до їх рук. Квітень: німецькі і українські війська зайняли Крим 27 квітня: евакуація Запорізької дивізії П.Болбочана з Криму на ультимативну вимогу німецького командування. 28 квітня: німецькі війська зайняли Луганськ, у зв'язку з чим уряд Донецько-Криворізької республіки було евакуйовано до Царицина. 29 квітня: За підтримки німецького уряду влада у Києві переходить від Центральної ради до щойно обраного на Всеукраїнському з'їзді хліборобів гетьманом П.Скоропадського. Утворення «Української держави». Кораблі Чорноморського флоту, що знаходилися в Севастополі, з метою недопущення захоплення німцями, підняли українські національні прапори. 30 квітня: контр-адмірал М.Саблін вивів частину кораблів Чорноморського флоту з Севастополя у Новоросійськ. Німецька влада офіційно ліквідує Таврійську РСР. |
| Травень  | 1 травня: німецькі війська оволоділи Таганрогом 8 травня: німецькі війська зайняли Ростов. Створення «Всевеликого війська Донського» на чолі з отаманом Красновим. Відновлення роботи Курултаю у Сімферополі. 11 травня: Отаманом Війська Донського обраний П. Краснов. 18 травня: Курултай проголошує про створення незалежної держави у Криму. Голова уряду Української ДержавиФедір Лизогуб видав циркуляр, яким зобов'язав губернських старост оповістити населення про негайне повернення власникам усього відібраного у них рухомого майна. 27 травня — гетьман затвердив закон про право на врожай 1918 року, який визнавав право власників землі на озимі посіви 1917 року. Почалося Бендерське повстання — збройний виступ в м. Бендери під керівництвом більшовиків 29 травня — Декрет про загальну мобілізацію до Червоної Армії 30 травня — 6 липня: III-й з'їзд Рад Кубані та Чорномор'я: Кубано-Чорноморська Радянська республіка у складі РРФСР Травень: Антибільшовицькі українські повстання на Кубані. |
| Червень  | 3 червня- ліві есери підняли повстання в Звенигородському та Таращанському повітах Київщини. 11 червня: У селах утворені комітети бідноту (комбіди), перед якими поставлено завдання вести боротьбу з кулаками. До листопада 1918 налічується понад 100 тис. незаможних селян, але незабаром вони будуть розпущені зважаючи на численні випадків перевищення влади. 12 червня — попередня мирна угода між РРФСР та Українською державою, за якою між двома державами до завершення мирних переговорів припинялися військові дії. 14 червня: ВЦВК постановляє виключити з Рад всіх рівнів правих есерів і меншовиків за «контрреволюційну діяльність». 18 червня: Затоплення кораблів Чорноморського флоту у Новоросійську за наказом Радянського уряду з метою недопущення захоплення німцями; частина кораблів встигла повернутися до Севастополя. 20 червня — 11 липня — в Києві пройшов Всеукраїнський Церковний Собор, на якому було розглянуто питання про автокефалію української церкви 22 червня: початок 2-го Кубанського походу Добровольчої армії, в результаті якого до кінця року було ліквідовано Радянську владу на Кубані. 25 червня: утворення у Сімферополі пронімецького уряду М. А. Сулькевича 28 червня: Загальна націоналізація більшовиками великих промислових підприємств Червень: Почався антирадянський заколот терського козацтва, офіцерства і гірської верхівки, організований меншовиком Георгієм Бічераховим і його братом Лазарем — полковником Терського козачого війська Літо: початок антигетьманського заколоту полковника М.Григор'єва у Херсонській губернії; низка селянських повстань по Україні (зокрема, на Чернігівщині, Волині, Поділлі). |
| Липень   | 7 липня — більшовики проголосили про створення Північно-Кавказької СРР з центром у Катеринодарі. Республіка ліквідована білогвардійцями у серпні. 15 липня — розпочався страйк залізничників, незабаром — промислових робітників, зокрема, металистів. 21 липня: денікінці оволоділи Ставрополем |
| Серпень  | Початок серпня — українські політичні партії та громадські організації на базі Українського національно-державного союзу створили Український національний союз. УНС проголосив своєю метою утворення суверенної демократичної Української держави парламентського типу 7 серпня — між Українською Державою і Військом Донським підписано попередню угоду, якою встановлювалися границі між державами, а 8 серпня підписано договір про врегулювання взаємних відносин Серпень: блокада Україною Криму. Початок партизанських дій загонів Н.Махна. 17 серпня: денікінці здобули Катеринодар 27 серпня: Російсько-німецький договір, за одним з пунктів якого Донбас визнавався тимчасово окупованою німцями територією. |
| Вересень | Вересень: договір урядів П.Скоропадського і С.Сулькевича про попередні умови входження Криму у склад Української Держави на правах автономії. 5 вересня: У відповідь на замах Ф.Каплан на В.Леніна і вбивство голови петроградської НК Мойсея Урицького 30 серпня у Радянській Росії прийнятий Декрет РНК «Про червоний терор». 22 вересня: наказ Всеукраїнського Центрального військово-революційного комітету про формування у «нейтральній зоні» (Курська губернія) 1-ї та 2-ї Українських радянських дивізій. |
| Жовтень  | 12 жовтня: Німецький уряд створив Регентську раду для управління польськими землями. Основу збройних сил склав польський легіон на чолі з Ю. Пілсудським Жовтень: революція і проголошення незалежності в Угорщині 14 жовтня: відкриття Таврійського університету. 18 жовтня: затвердження гетьманським урядом виборів керівництва та викладачів Катеринославського університету (заснування університету). 18 жовтня: Створення у Львові Української національної ради — політичного представницького органу українського народу в Австро-Угорщині. 19 жовтня: Українська Національна Рада у Львові проголосила Українську державу на всій українській етнічній території Галичини, Буковини і Закарпаття. Було вирішено виробити демократичну конституцію та обрано президента Української Національної Ради, яким став Євген Петрушевич. 29 жовтня — 4 листопада У Москві проходить I з'їзд союзів робочої і селянської молоді. Утворення комсомолу. 31 жовтня: група молодих українських офіцерів на чолі з капітаном корпусу Українських січових стрільців Дмитром Вітовським увечері силами українських солдатів австрійських частин Львова взяли місто в свої руки |
| Листопад | 1 листопада: «Листопадовий чин» у Львові. Близько півтори тисячі озброєних солдатів та офіцерів австрійської армії українського походження захопили австрійське управління провінцією, штаб австрійського військового командування, Сейм, центр міста, вокзал, пошту, казарми поліції та армії. Після полудня відбулася формальна передача влади від цісарського намісника УНРаді, а сама УНРада проголосила себе «найвищою державною владою» в Українській державі. Однак українці не змогли поставити все місто під свій повний контроль. Вранці 1 листопада польські політичні лідери проголосили мобілізацію у Львові й стали готувати оборону західної частини міста 1 — 9 листопада: Утворення у Східній Галичині Західноукраїнської народної республіки (ЗУНР); до кінця листопада більшість її території була окупована польськими військами 3 листопада: Буковинське народне віче в Чернівцях. Його учасники ухвалили рішення про входження Північної Буковини до складу Західноукраїнської народної республіки (ЗУНР) й заявили про своє прагнення об'єднатися з Великою Україною. Початок революції у Німеччині. Регентська рада у Польщі оголосила незалежність країни. 6 − 12 листопада: окупація Північної Буковини румунськими військами. 9 листопада: УНРада сформувала на Галичині Тимчасовий державний секретаріат (пізніше — Рада державних секретарів ЗУНР) на чолі з Костем Левицьким 11 листопада: Комп'єнське перемир'я країн Антанти з Німеччиною. Капітуляція німецьких військ: припинення військових дій, здача Німеччиною сухопутного і морського озброєння, вивід військ з окупованих територій. Фактичне закінчення Першої світової війни. територія Північної Буковини передана до складу Румунії проголошення незалежності Польщі від панування Російської імперії, Королівства Пруссії та Австрійської імперії Українські загони змушені були залишити Перемишль 13 листопада: УНРада затвердила Конституційні основи новоствореної держави — «Тимчасовий основний закон про державну самостійність українських земель колишньої Австро-Угорської монархії», нова держава отримала назву «Західноукраїнська Народна Республіка». Також було проголошено про створення Галицької армії. На засіданні Українського національного союзу сформовано Директорію у складі В. Винниченка (голова), С. Петлюри, Ф. Швеця, А. Макаренка та П. Андрієвського. На оголошення гетьманом нового державного курсу УНС оголосив про повстання проти влади гетьмана У зв'язку з підписанням перемир'я між союзниками і Німеччиною радянський уряд оголошує про анулювання Брестського мирного договору. 14 листопада: Гетьман Павло Скоропадський призначає новий уряд і проголошує акт федерації з майбутньою небільшовицькою Росією. - почав діяти Український революційний комітет Урочисте відкриття Таврійського університету у Сімферополі. 15 листопада: у Сімферополі пронімецький уряд М. А. Сулькевича передає владу земському уряду на чолі з С. Кримом 17 листопада: створення у Радянській Росії групи військ Курського напряму 18 листопада: Мотовилівський бій під Києвом: загони січових стрільців Директорії на чолі з Є.Коновальцем і А.Мельником розбили загони гетьмана П.Скоропадського і рушили на Київ. 21 −22 листопада: Польське повстання у Львові; польські війська оволоділи містом. Уряд ЗУНР переїхав до Тернополя, а наприкінці грудня — до Станіслава. Загони Директорії оточили Київ. 22 листопада: Маріуполь, який залишили німецькі війська, захопив білокозачий загін полковника Жирова. 23 листопада: невдала спроба петлюрівців оволодіти Катеринославом, який залишився в руках 8-го гетьманського корпусу. 24 листопада: заснування урядом П.Скоропадського Академії наук України. 25 листопада: вторгнення англо-французького військового флоту у Севастопольській порт. Початок інтервенції країн Антанти. 27 листопада: французькі війська з'явились в Одесі. Початок Катеринославського походу 8-го гетьманського корпусу (близько 1 000 осіб) на чолі з І. М. Васильченком на Перекоп з метою з'єднання з частинами Добровольчої армії (27 листопада — 2 січня). Нестор Махно зайняв Гуляйполе й оголосив його столицею свого війська. 28 листопада: Кайзер Німеччини Вільгельм ІІ зрікся престолу. у Москві створено Тимчасовий робітничо-селянський уряд України на чолі з П'ятаковим. 29 листопада — Маніфест про відновлення Радянської влади в Україні. |
| Грудень  | 3 грудня: утворення Всеукраїнської Надзвичайної комісії — ВУНК 6 грудня: десант англо-французьких військ у Маріуполі. 12 грудня: Угода між Директорією та командуванням німецьких військ в Україні 14 грудня: Евакуація німецьких військ з Києва. Війська С.Петлюри (Осадний корпус Коновальця) вступили до столиці. Гетьман П.Скоропадський підписав акт про відмову від влади і втік до Німеччини разом з відступаючими німецькими загонами. Грудень: загони М.Григор'єва оволоділи Херсоном, Миколаєвом, Очаковим та Олешками. 18 грудня: білогвардійські загони за підтримки французьких військ вступили в бій з українським гарнізоном в Одесі й змусили його покинути місто 24 грудня: Уряд Радянської Росії відмовився від визнання незалежності Української держави; наступ більшовицьких військ на Україну — фактичний початок Другої радянсько-української війни 1919—1920 рр. 26 грудня: Директорія призначила уряд УНР, до складу якого увійшли представники усіх політичних партій, що об'єдналися в УНС. Очолив уряд соціал-демократ В. Чеховський. 27-29 грудня: загони петлюрівців вибиті з Катеринослава махновцями. 31 грудня: Петлюрівці під командуванням Самокиша відбили Катеринослав, а Н.Махно повернувся до Гуляйполя. |

### 1919 рік
| Січень   | 1 січня: Утворення Білоруської радянської соціалістичної республіки (БРСР) 3 січня: Війська Директорії вибиті більшовиками з Харкова 4 січня: утворення Українського фронту у Курській губернії. Початок наступу білогвардійських частин проти більшовиків на Північному Кавказі, розгром червоних 11-ї та 12-ї армій і оволодіння Північним Кавказом. 6 січня: Тимчасовий робітничо-селянський уряд України, який щойно переїхав з РСФРР до Харкова, своїм декретом проголосив Українську Соціалістичну Радянську Республіку. 8 січня: злиття Добровольчої армії з Всевеликим Військом Донським і загонами кубанських козаків;— утворення Збройних сил Півдня Росії на чолі з генералом А. І. Денікіним. 11 січня — Вводиться продовольча розкладка: селяни зобов'язані здавати надлишки хліба державі 12 січня: Директорія під натиском Червоної армії залишила Чернігів. 13 січня: постанова Українського Радянського уряду про організацію Комітетів незаможних селян. 16 січня: у зв'язку з вторгненням загонів Червоної армії до України Директорія оголосила про стан війни між УНР і РСФРР. 19 січня — початок Хотинського повстання на Буковині 21 січня: на Народних Зборах у Хусті проголошено про злуку Карпатської України з УНР. 22 січня: Акт злуки: об'єднання УНР та ЗУНР 23 січня: в Києві відкрився Трудовий конгрес, який ратифікував акти соборності, висловився за підготовку закону про вибори всенародного парламенту і наділив Директорію верховною владою в республіці. 23 — 31 січня: Хотинське антирумунське повстання. 26 — 27 січня: більшовицькі загони ліквідували владу Директорії в Катеринославі. |
| Лютий    | 4 лютого: Польські війська вступили до Ковеля. 5 лютого: Червона армія у складі Богунського і Таращанського полків підійшла до Києва, уряд Директорії залишив столицю і переїхав до Вінниці 9 лютого: польські загони зайняли Берестя. Ліквідація поляками на Холмщині і Берестейщині адміністрації УНР. 14 лютого — Декрет РНК РРСФР про перехід всіх земель у власність держави і про перехід «від одноосібних форм землекористування до товариських» 15 лютого: формування Н.Махно були включені до складу 1-ї бригади 3-ї дивізії РСЧА під командуванням П.Дибенка 17 лютого: Рада Оборони РРФСР ухвалює постанову про ліквідацію Донецько-Криворізької республіки. 18 лютого: петлюрівський отаман полковник Микола Григор'єв перейшов на бік більшовиків і погодився зі своїм загоном увійти до складу Задніпровської української радянської дивізії як 1-ша Задніпровська бригада (іншою бригадою командував Н.Махно) 19 лютого: польські збройні загони зайняли Білосток, який залишили німці. |
| Березень | 2 березня: польські війська здобули Пінськ 6 — 10 березня: 3-й Всеукраїнський з'їзд рад у Харкові. Ухвалення першої Конституції УСРР. 10 березня: під тиском більшовиків війська Антанти залишили Херсон, 15 березня — Миколаїв, 6 квітня — Одесу. 20 березня: Отаман Зелений (Д. І. Терпило) підняв у Трипіллі повстання проти більшовиків (загинув наприкінці року у бою з денікінцями під Києвом) 21 березня: проголошення Угорської радянської республіки, 22 березня — проголошення радянської влади на Закарпатті. у Вапнярці командування Південно-Західного фронту, відрізаного від решти армій УНР, створило революційний комітет, який заявив про свій перехід на радянську платформу 27 березня: рейд Н.Махна як червоного командира на Маріуполь і оволодіння містом. |
| Квітень  | 6 квітня: більшовики захопили Одесу, звідки евакуювались війська Антанти 10 квітня: встановлення радянської влади у Сімферополі 14 — 15 квітня: повстання у Дрогобичі. 15 квітня — Декретом Радянської влади створена система виправно-трудових таборів — започатковано утворення ГУЛАГу. 16 квітня: крах південної групи Армії УНР. 19 квітня — Почалося Чорноморське повстання на французькому флоті; війська Антанти незабаром евакуюються з Криму 29 квітня: більшовики оволоділи Севастополем. командувач Волинської групи армії УНР В. Оскілко спробував здійснити в УНР державний переворот: заарештувавши членів уряду, він проголосив себе головним отаманом армії УНР. Заколот провалився. |
| Травень  | 4 травня: початок денікінського наступу на Царицинському напрямку 7 травня: спроба арешту М.Григор'єва і початок його антибільшовицького заколоту. Єврейський погром у Єлизаветграді. Початок наступу М.Григор'єва на Київ, Катеринослав і Полтаву 9 травня: С. Петлюра був обраний головою Директорії 14 травня: 80-тисячна польська армія генерала Ю. Галлера, сформована у Франції для боротьби з більшовиками, розгорнула наступ на північно-західній Волині проти військ УНР. Директорія та уряд УНР з залишками армії змушені були відступити на територію ЗУНР (ЗОУНР) Більшовики під командуванням В. М. Примакова відбили Катеринослав у М.Григор'єва. 19 травня: початок наступу армій А. І. Денікіна на Донбаському напрямку і на Волгу 21 травня: загони отамана М.Григор'єва розбиті на підступах до Києва. 23 травня: після відходу з Маріуполя загонів Н.Махна містом заволоділи денікінці. 24 травня: Укладення перемир'я між Армією УНР і Польщею. 25 травня: Рада оборони України за командою Леніна і Троцького ухвалила рішення «Ліквідувати махновщину у стислі терміни». |
| Червень  | 4 червня: Проголошення Холодноярської республіки на чолі з В. Чучупаком 6 червня: за непідпорядкування Лев Троцький оголосив Нестора Махна поза законом. Тимчасовий розрив Н. Махна з більшовиками і початок його відступу у Центральну Україну уряд УНР повернулося на свою територію, відбиту в результаті контрнаступу (Старокостянтинів — Проскурів — Кам'янець-Подільський). Місцем його резиденції став Кам'янець-Подільський. 9 червня: в Проскурові отаман П. Болбочан спробував заволодіти Запорізьким корпусом й з його допомогою здійснити заколот проти Петлюри. На наступний день Болбочан був заарештований, а 28 червня розстріляний 16 червня — 5 липня: Словацька Радянська Республіка. 20 червня: військова делегація УНР на чолі з генералом С. Дельвігом підписала у Львові тимчасовий договір з представниками польської армії про припинення військових дій, встановлення між польською і українською арміями демаркаційної лінії. Є.Петрушевич (диктатор ЗУНР) не визнав договору про перемир'я з поляками, бо на початку червня Галицька армія успішно почала Чортківську операцію. 21 червня: Декрет ВУЦВК про входження Червоної Армії України в єдину Червону Армію радянських республік. 7−28 червня: Чортківський наступ УГА — тимчасове звільнення частини Галичини (з Тернополем) від поляків. 9 червня: очільник уряду ЗУНР Євген Петрушевич отримав диктаторські повноваження. 24-25 червня — Частини ЗСПР генерала В. З. Май-Маєвського здобули Харків 25 червня — 25 липня — Трипільський похід 1919 більшовицьких загонів 25 (або 29) червня: Найвища Рада Антанти, побоюючись наступу більшовиків за р. Збруч, погодилась на тимчасову окупацію польськими військами Східної Галичини, тимчасово залишивши юридичні права над цією територією за союзними державами. 28 червня: Версальський мир між Антантою і Німеччиною 29 червня: білогвардійський корпус генерала Шкуро оволодів Катеринославом. |
| Липень   | 5 липня: більшовики знов захопили Проскурів. 14 липня: диктатор Петрушевич віддав наказ ГА передислокуватися на Поділля, на територію УНР. 16 — 17 липня: знекровлені загони УГА переходять з Галичини на східний берег Збруча, де об'єднуються із силами УНР. 27 липня: Н.Махно звинуватив свого спільника М.Григор'єва у зносинах з А.Денікіним і застрелив його. |
| Серпень  | 1 серпня: ліквідація радянської республіки в Угорщині. 9 серпня: польські війська захопили Мінськ Серпень: наступ українських загонів Директорії на Київ та Одесу: 12 серпня — оволодіння Вінницею, 21 серпня — Житомиром. 14 серпня: Починається Серпневий наступ Південного фронту РСЧА проти білих армій генерала А. І. Денікіна 18 серпня: денікінці здобули Миколаїв. 23 (27?) серпня: денікінські війська зайняли Одесу. 24 серпня: Загони армії УНР заволоділи Фастовим, Білою Церквою і Васильковим 29 серпня: польські війська оволоділи Бобруйськом. 30 серпня: частини Армії УНР і УГА вступили до Києва — одночасно з військами Денікіна. З метою уникнення конфлікту з білогвардійцями Генерал Антін Кравс на вимогу генерала М. Бредова вивів свої війська з Києва. |
| Вересень | 1 вересня: Нестор Махно проголошує створення «Революційної повстанської армії України» (РПАУ) 10 вересня: Сен-Жерменський мирний договір між Антантою і Австро-Угорщиною — констатував розпад Австро-Угорщини. Австрія визнавала незалежність Чехословаччини і Югославії; Буковина увійшла до складу Румунії. 12 вересня: початок контрнаступу махновської Революційної повстанської армії України проти денікінців, здобуття Умані (13 вересня). А. Денікін починає наступ на Москву. Здобуто Курськ (20 вересня) і Орел (13 жовтня.) 15 вересня: махновці зайняли Катеринослав 16 вересня — 19 листопада: антиденікінське Баштанське повстання 20 вересня: між командуванням армії УНР і штабом Революційної повстанської армії України було укладено угоду про спільну боротьбу з білими денікінці здобули Курськ 22 вересня: в бою під Перегонівкою (нині — Кіровоградська обл.) махновці (РПАУ) розбили білогвардійські загони денікінців і рушили в тил Добровольчої армії. 24 вересня: Директорія оголосила війну денікінцям 27 вересня: РПАУ розгромила кілька полків денікінської армії 30 вересня: денікінські війська оволоділи Воронежем. |
| Жовтень  | 1 жовтня: скінчилася Українсько-польська війна у Галичині 1918-19 6 жовтня: Маріуполь тимчасово зайняли махновці. 7 жовтня: повстанці на Херсонщині проголошуютьВисуньську республіку. 10 — 11 жовтня: початок контрнаступу радянського фронту проти ЗСПР, що призвело невдовзі до розгрому Добровольчої армії. 13 жовтня: білогвардійці захопили Орел. 14 жовтня: махновці знов зайняли Маріуполь |
| Листопад | 6 листопада: на станції Зятківці за вказівкою командувача УГА генерала М. Тарнавського було підписано перемир'я між збройними силами півдня Росії і УГА. Наказом диктатора ЗОУНР ця сепаратна угода скасовувалася, а генерал Тарнавський постав перед судом. 7 листопада: більшовики звільняють від денікінців Чернігів. 16 листопада: диктатор Є.Петрушевич та уряд ЗУНР (ЗОУНР) залишили Україну Кам'янець-Подільський захопили польські війська. С.Петлюра, на якого покладалося «верховне командування справами Республіки», виїхав в Проскурів, а члени Директорії А. Макаренко та Ф. Швець подалися за кордон. 17 листопада: в Одесі командувач ГА генерал О. Микитка підписав нову угоду з денікінцями, за якою Галицька армія переходила у повне розпорядження головнокомандуючого Збройними силами півдня Росії Червона Армія вибиває денікінські війська з Курська. 19 листопада — Створена Перша Кінна армія РСЧА з двох кінних корпусів і однієї стрілецької дивізії. Командувачем призначений С. М. Будьонний, членами Реввійськради — К. Є. Ворошилов і Ю. О. Щаденко. Червона армія почала Харківську операцію з метою заволодіння Харковом 21 листопада: під тиском польської сторони було укладено «Договір між союзними державами і Польщею про Східну Галичину», за яким Галичина на 25 років входила до складу Польської держави, зберігаючи статус територіальної автономії. Після закінчення цього терміну статус цих земель мав визначатися шляхом самовизначення місцевого населення. 21 листопада: денікінці захопили центр повстання с.Висунськ і вчинили жорстоку розправу над місцевим населенням 24 листопада — 12 грудня — Харківська операція РСЧА: «червоні» здобули Харків |
| Грудень  | 1 грудня: українські отамани підняли повстання проти Симона Петлюри, захопивши його скарбницю. 2 грудня на нараді в Чорториї Петлюра з членами уряду вирішив перейти до партизанських форм боротьби, призначивши командуючим армією генерала М. Омеляновича-Павленка, а сам виїхав до Варшави. 6 грудня: Британський міністр закордонних справ Джордж Керзон оповістив план розмежування, згідно з яким кордон Польщі мав пройти по лінії приблизного етнічного розселення поляків — на заході; литовців, білорусів та українців — на сході («лінія Керзона») Перший зимовий похід (06.12.1919 — 06.05.1920) по Правобережній Україні: 5-тисячна армія УНР у складі кінноти й посадженої на вози піхоти виступила у похід денікінськими тилами. Прорвавши фронт противника між Козятином і Калинівкою, вона швидким маршем рушила на південний схід. 8 грудня: Вища рада союзників встановлює тимчасовий східний кордон Польщі по «лінії Керзона» 10 грудня: під тиском Червоної армії денікінці залишили Полтаву. 11 грудня: створено Всеукраїнський революційний комітет. 12 грудня: більшовики вибили денікінців з Харкова. 16 грудня: денікінці під тиском більшовиків залишили Київ. 24 грудня: загони армії УНР оволоділи Вінницею. 25 — 31 грудня: Донбаська операція Південного фронту проти ЗСПР. 26 грудня: Декрет Радянської влади про ліквідацію неписемності. 30 грудня: частини ЗСПР під тиском Червоної армії залишили Катеринослав. 31 грудня: армія УНР увійшла в Умань |

### 1920 рік
| Січень   | 3-10 січня: Ростово-Новочеркаська операція РСЧА — білогвардійці вибиті з Царицина 3 січня і Ростова 10 січня 4 січня: більшовики вибили денікінців з Маріуполя. 11 січня: наказом Л.Троцького Н.Махна знов оголошено поза законом 11 січня — 8 лютого — Одеська операція 12-ї та 14-ї армій Південно-Західного фронту РСЧА проти денікінців. 31 січня: Червона армія вибила денікінців з Миколаєва. |
| Лютий    | 4 лютого: Здобуття більшовиками Херсона. 6 лютого: захоплення більшовиками Одеси. 13 лютого: Капітуляція денікінських частин в районі Одеси 14 лютого — 2 березня: Єгорлицька операція Кавказького фронту РСЧА проти денікінців на Північному Кавказі. 21 лютого: Створена Комісія з розробки плану електрифікації Росії (ГОЕЛРО). Планом передбачається будівництво 30 електростанцій протягом 10 — 15 років. |
| Березень | 6 березня: поновлення наступу польських військ у Білорусі: здобуття Мозиря та Калинковичів. 21 березня: на військовій раді у Севастополі головнокомандуючим обрано генерала П.Врангеля. 27 березня: Червоні частини захопили Новоросійськ, а залишки денікінців евакуювались до Криму. |
| Квітень  | 4 квітня: А.Денікін в Криму передає владу генералу П. Врангелю 6 квітня: створення Далекосхідної республіки 12 квітня: у сутичці з більшовиками помирає отаман Холодноярської республіки Василь Чучупак 13 квітня: невдала спроба прориву частин РСЧА у Крим 21 квітня: підписання Варшавського договору між Директорією і Польщею, згідно з яким в обмін на військову допомогу Польща отримувала Галичину і Волинь, а від претензій на Наддніпрянську Україну відмовлялася на користь УНР. 25 квітня: вторгнення польських (20 000) і українських(15 000) військ у межі УРСР: початок польсько-радянської війни 1920 р. 28 квітня: польські війська вийшли на лінію Чорнобиль-Козятин-Вінниця підписано договір між УНР і Польщею, за яким Польща визнавала незалежність України, зобов'язувалася не укладати жодних угод з третіми країнами, ворожими Україні, визнавала за УНР право на територію східніше від границь Речі Посполитої 1772 року (тобто східніше р. Дніпро). |
| Травень  | 6 травня: польські війська здобули Київ. 14 — 27 травня: невдалий наступ армій Тухачевського проти поляків у Білорусі. 26 травня: 1-ша Кінна армія С.Будьонного, перекинута з Північного Кавказу, атакувала Козятин сформовано новий уряд УНР на чолі з В. Прокоповичем |
| Червень  | 1 — 8 червня: польський контрнаступ у Білорусі. 4 червня: Тріанонський мирний договір: Угорщина визнавала незалежність Чехословаччини і Югославії, а також передачу Чехословаччині Словаччини й Закарпатської України. 5 червня: Кіннота С.Будьонного прорвала польський фронт і розпочала наступ на Бердичів і Житомир 10 червня: через загрозу оточення 3-тя польська армія Ридз-Смігли залишила Київ і почала відступати на захід. 12 червня: 1 Кінна армія С.Будьоного вступила до Києва. |
| Липень   | 1 липня: невдалий контрнаступ поляків під Рівним. 6 — 7 липня: початок наступу військ Врангеля і зайняття Північної Таврії. 9 липня: 14 армія РСЧА здобула Проскурів 10 липня: Червона армія здобула Рівне. 12 липня: Штурм і здобуття більшовиками Кам'янця-Подільського. 15 липня: проголошення на зайнятих Червоною армією землях Галичини Галіційської Соціалістичної Радянської республіки з центром у Тернополі (існувала до 21 вересня). 25 липня: початок Львівської операції Південно-Західного фронту РСЧА. Липень: проголошення офіцерами Українських січових стрільців в Празі про створення Української військової організації (УВО) |
| Серпень  | 12 серпня: початок наступу армій М.Тухачевського на Варшаву. 14 серпня: Почалася висадка на Кубані морського десанту білогвардійських військ з Криму під загальним командуванням генерала С. Г. Улагая. 16 серпня: початок контрнаступу Ю.Пілсудського під Варшавою і розгрому червоних армій М. М. Тухачевського. 19 серпня: поляки відвоювали Берестя, 23 — Білосток. |
| Вересень | 12 вересня: польські війська здобули Ковель. 19 вересня: польсько-українські війська зайняли Тернопіль, а 27 вересня — Проскурів 21 вересня — офіційне припинення існування Галицької Соціалістичної Радянської Республіки |
| Жовтень  | 12 жовтня: польські частини оволоділи Мінськом і Молодечно. Підписання в Ризі перемир'я між РРФСР і УСРР та Польською Республікою, тим самим Польща порушила Варшавський договір з С.Петлюрою і визнала УРСР. 21 жовтня: армія УНР була інтернована польськими військами. 28 жовтня: початок наступу Червоної Армії на позиції Врангеля у Південній Україні. |
| Листопад | 2 листопада (жовтня?): Нестор Махно підписує з більшовиками нову (Старобільську) угоду і його загони спрямовуються на штурм Криму. 7 — 17 листопада: Перекопсько-Чонгарська операція РСЧА — захоплення махновцями і більшовиками під командуванням М. В. Фрунзе Криму; рештки білогвардійських військ під командуванням барона П.Врангеля і цивільне населення загальною кількістю близько 140 000 осіб на кораблях Антанти евакуюються до Константинополя, а згодом — до Бізерти у Тунісі. Початок каральних операцій РСЧА проти махновців. 15 листопада — загони РСЧА вступають до Севастополя, з якого перед цим до Константинополя евакуйувались білогвардійці П.Врангеля 29 листопада: Націоналізація радянською владою всіх дрібних підприємств |
| Грудень  | 28 грудня: підписання договору між РРФСР та УРСР про господарський і військовий союз. |

## Міжвоєнний період
| 1921      | лютий: У Петрограді, Москві та Харкові пройшли виступи робітників проти уряду Радянської Росії 8 — 16 березня: Х з'їзд РКП(б) — Ухвалення рішення про перехід до нової економічної політики (НЕПу), яка передбачає часткове відновлення приватної власності та свободи торгівлі, і підтверджує передачу землі у власність селян. 18 березня: укладання Ризького миру — завершення польсько-радянської війни 1919—1920 рр. Україну і Білорусь поділено між Росією та Польщею. 21 березня: декрет ВЦВК про заміну продрозкладки продподатком. 20 липня: до Львова прибув Є.Коновалець і очолив Начальну Команду УВО. 28 серпня: Нестор Махно з рештками своїх загонів у кількості 77 осіб перейшов румунський кордон біля Ямполя. 25 вересня: член УВО Степан Федак здійснює у Львові замах на «Начальника держави» маршала Польщі Й.Пілсудського, під час якого було поранено львівського губернатора К.Грабовського 30 вересня: У Радянській Росії вводиться загальний військовий обов'язок. 18 жовтня: Утворення Кримської АРСР у складі РРФСР. Радянський уряд гарантує надання незалежності Криму 28 жовтня — 6 грудня: Другий зимовий похід (Листопадовий рейд) повстанських загонів армії УНР на Правобережну Україну 21 листопада: 359 полонених вояків похідної групи Армії УНР, які відмовились перейти на службу до Червоної Армії і були розстріляні 21 листопада 1921 року біля с. Базар Житомирської області. |
| 1921—1923 | Голод в Україні, на Поволжі і Північному Кавказі. Зокрема, в Україні голодувало до 7 млн осіб. |
| 1922      | 3 квітня: Сталін обраний Генеральним секретарем більшовицької партії 19 травня — Створена піонерська комуністична організація для роботи зі школярами 15 жовтня: за проросійські погляди бойовики УВО у Кам'янці-Струміловій вбили поета С.Твердохліба — лідера «Української хліборобської партії», кандидата в депутати сейму. Жовтень: до влади у Італії прийшла фашистська партія Беніто Муссоліні. 30 грудня: 1-й з'їзд Ради Союзу — Утворення Союзу Радянських Соціалістичних Республік у вигляді конфедерації Росії, Білорусії, України і Закавказької Федерації. Обрано ВЦВК на чолі з М.Калініним. |
| 1923      | 9 лютого — у Лук'янівській в'язниці Києва засуджені отамани Холодного Яру підняли повстання (всього 38 діячів повстанського руху), захопили 14 рушниць із набоями та іншу зброю. Майже чотири години серед Києва точився бій. Хто не загинув під час повстання, був розстріляний ГПУ. 12 квітня: Постанова ВУЦВК про адміністративно-територіальну реформу в УРСР — створення округів і районів замість повітів і волостей. 17 — 25 квітня: XII з'їзд РКП(б) — проголошено курс на «коренізацію» (залучення до партії і державного апарату представників корінних народів) 14 травня — Територія Східної Галичини офіційно передана Лігою Націй до складу Польщі за умови вирішення українського питання: надання українцям Польщі автономії. Попри це, польська влада знехтувала цими зобов'язаннями; натомість активно проводила політику колонізації, асиміляції і загального утиску українського населення краю. |
| 1924      | 21 січня — смерть лідера СРСР В. І. Леніна. Влада у СРСР поступово зосереджується в руках Йосипа Сталіна 26 січня — 2 лютого: 2-й з'їзд Рад СРСР — ухвалення першої Конституції СРСР 3 лютого: головою радянського уряду (РНК) стає Риков Олексій Іванович 5-22 лютого: грошова реформа в СРСР (1:50 000) Травень: Випуск перших тракторів на Харківському паровозобудівному заводі. 23-31 травня — XIII З'їзд РКП(б); переобрання Й.Сталіна Генеральним секретарем ЦК партії. Липень: пуск Єнакієвського коксохімічного заводу. 30 липня: постанова ВУЦВК і РНК УРСР про введення у республіці загальної початкової освіти. 12 жовтня: Утворення Молдавської АРСР у складі УРСР (на лівобережжі Дністра) Жовтень: відкриття першої радіостанції в Україні(Харків) 5 листопада: невдалий замах на президента ІІ Речі Посполитої С. Войцеховського, вчинений членом УВО Ольшанським у Львові |
| 1925      | 15 січня: Лев Троцький подає у відставку з поста наркома по військових і морських справ. 26 січня на його місце призначений М. Фрунзе, якого в тому ж році змінить К. Ворошилов. Постанова ВУЦВК про впровадження замість губерній і повітів округів і районів: замість 12 губерній, 102 повітів і 1989 волостей створено 41 округ у складі 680 районів; також було утворено 12 національних районів. 28 квітня: напад УВО на головну пошту Львова — «експропріаторам» дісталось 100 000 злотих (25 000 дол. США) 23 вересня: В СРСР прийнято Закон про обов'язкову дворічну військову службу. 18-31 грудня: XIV з'їзд РКП(б), яка бере назву Всесоюзна Комуністична партія (більшовиків) — ВКП(б). Безуспішні нападки «нової опозиції» (Л. Каменєв і Г. Зінов'єв) на Сталіна. Каменєв переведений в кандидати в члени Політбюро, Зінов'єв втрачає контроль над Ленінградською партійною організацією, чистка якій доручена С. Кірову. Сталін висловлює ідею прискореної індустріалізації. |
| 1926      | 12 травня: Ю.Пілсудський за допомогою військової сили здійснив у Польщі державний переворот, добився відставки президента Войцеховського і прем'єра уряду В. Вітоса. 25 травня: в Парижі С.Шварцбардом вбито Симона Петлюру. 29 вересня: Постановою ВУЦВК Києво-Печерську Лавру проголошено історіко-культурним заповідником. 1 жовтня: Відкриття у Києві театру опери та балету. 15 жовтня: відкриття Київського російського драматичного театру. 19 жовтня: вбивство польського шкільного куратора-шовініста Собінського, вчинене членом УВО Р.Шухевичем. За іншими даними — вбивство вчинене членом УВО Богданом Підгайним, який здійснив єдиний постріл у голову. Роман Шухевич був його співучасником, але у нього заклинив револьвер. 23 жовтня: Л. Троцький і Л. Каменєв виключені з Політбюро ЦК ВКП(б), Г. Зінов'єв зміщений з поста голови Виконкому Комінтерну. |
| 1927      | 7 лютого: рішення Уряду СРСР про будівництво Дніпровської ГЕС. 21 жовтня: на Пленумі ЦК ВКП(б) Л. Троцький і Зінов'єв виключені зі складу ЦК. 14 листопада: на Пленумі ЦК ВКП(б) Л. Троцький і Г.Зинов'єв були виключені з партії, Л. Каменєв і X. Раковський — з членів ЦК. 2-19 грудня: XV з'їзд ВКП(б) — виробив програму колективізації сільського господарства; довершив розгром опозиціонерів. З партії виключені 75 діячів «троцькістсько-зінов'євського блоку» (серед них Л. Каменєв, Г. П'ятаков, К. Радек і X. Раковський), а також прихильники групи «демократичного централізму». |
| 1928      | 18 травня — 6 липня: Шахтинська справа — 53 інженера і технічних фахівця Донбасу звинувачено в саботажі. Винесено 11 смертних вироків, 5 осіб розстріляні. 4 — 12 липня: Пленум ЦК ВКП (б), на якому 9 липня Сталін виступає з промовою "Про індустріалізацію і хлібну проблему. «Праві» (М. Бухарін, Томський, Риков) різко критикують економічну політику Сталіна за відмову від продовження непу. 1 жовтня: у СРСР затверджено перший п'ятирічний план розвитку народного господаства країни 4 листопада: пуск Горлівського коксохімічного заводу. 28 листопада: створення на Одещині першої в СРСР машинно-тракторної станції. |
| 1929      | 29 січня — 3 лютого: перший Конгрес Українських націоналістів у Відні. Створення Організації українських націоналістів (ОУН) внаслідок об'єднання УВО і студентських націоналістичних спілок; обрання головою проводу ОУН Є.Коновальця. 31 січня: після заслання в Алма-Ату Л.Троцького вислано за межі СРСР. 7 — 15 травня: 11-й Всеукраїнський з'їзд Рад. Ухвалення першого п'ятирічного плану розвитку народного господарства УРСР. Ухвалення нової Конституції УРСР. 18 вересня: випуск першого радянського комбайну на запорізькому заводі «Комунар» 30 вересня: пуск найпотужнішої в СРСР печі № 4 на Макіївському металургійному заводі. 1 жовтня: в УРСР розпочалися численні арешти членів так званої Спілки Визволення України 10-18 листопада: На пленумі ЦК ВКП(б) Микола Бухарін знову звинувачений в «правому ухилі» разом з двома іншими лідерами — Риковим і Томським (26 листопада всі троє публікують заяву, в якому визнають свої погляди помилковими). На пленумі було взято курс на прискорене проведення колективізації, ухвалено рішення про створення Наркомзему (утворений в грудні того ж року; наркомом призначено Я.Яковлєва). 27 грудня: Й.Сталін заявляє про початок суцільної колективізації і про перехід до політики «ліквідації куркульства як класу». 29 грудня: пуск першої черги Дніпропетровського коксохімічного заводу. |
| 1930      | 1 травня: випуск першої продукції Маріупольським трубопрокатним заводом. 1 червня — вбивство одного з лідерів закарпатських москвофілів Євменія Сабова, вчинене молодим націоналістом Федором Тацинцем в Ужгороді 26 червня — 3 липня: XVI з'їзд ВКП (б) — розгром «правої опозиції», Томський виведений з Політбюро. До складу Політбюро входять Й. Сталін, К. Ворошилов, Л. Каганович, М. Калінін, С.Кіров, С.Косіор, В.Куйбишев, В. Молотов, А. Риков, Я.Рудзутак. З'їзд партії стверджує гасло «П'ятирічку — за 4 роки», наполягає на необхідності продовжувати колективізацію, приділяючи при цьому першочергову увагу технічному прогресу. 16 липня: початок масової антипольської акції саботажу і підпалів, організованої проводом ОУН 14 серпня: Постанова ЦВК і РНК СРСР про обов'язкову загальну початкову освіту. Вересень: постанова ВУЦВК та Раднаркому УРСР про ліквідацію округів і перехід до районної системи адміністративного поділу. 16 вересня — 30 листопада: «Пацифікація» у Галичині — репресивна антиукраїнська акція польського уряду, здійснена силами армії та поліції у відповідь на «саботажну» акцію ОУН у липні-жовтні. 25 листопада — 7 грудня: процес Промпартії в СРСР |
| 1931      | 25 січня: СРСР і Польща підписують Договір про ненапад. лютий: впровадження трудових книжок для працівників промисловості 29 серпня: вбивство за антиукраїнську діяльність посла польського сейму Т. Голувка, вчинене бойовиками ОУН Василем Біласом і Дмитром Данилишиним в Трускавці, організацією атентату займався Роман Шухевич; 1 жовтня: пуск Харківського тракторного заводу. 11 жовтня: в СРСР ухвалено рішення про повну ліквідацію приватної торгівлі |
| 1932      | 9 лютого: Постанова ВУЦВК про утворення в УРСР областей з поділом на райони; 27 лютого — створення Вінницької, Дніпропетровської, Київської, Одеської та Харківської областей. 22 березня: вбивство комісара львівської поліції Чеховського, вчинене бойовиком ОУН Юрієм Березинським, організацією атентату займався Р. Шухевич 29 квітня: Постанова РНК СРСР про будівництво залізниці Донбас-Москва. 26 травня: пуск найпотужнішої в Україні доменної печі на металургійному заводі в Дніпродзержинську. 2 липня: утворення Донецької області. 7 серпня: В СРСР прийнято закон про охорону власності підприємств, колгоспів і кооперативів та про зміцнення суспільної власності, що посилює відповідальність за його порушення, аж до смертної кари (за великі розкрадання). 7 жовтня: утворення Чернігівської області 10 жовтня: Пуск Дніпрогесу і Запорізького заводу інструментальних сталей («Дніпроспецсталь») 6 грудня: Влада УРСР звинуватила куркулів і контрреволюціонерів у зриві хлібозаготівель 27 грудня: В СРСР введена система внутрішніх паспортів (відмінена після революції), яка дозволяє контролювати і обмежувати міграцію міського населення, особливо робітників. Колгоспникам паспорти не видаються, і вони таким чином знову «прикріплюються» до землі. |
| 1932—1933 | Голодомор в УРСР і на Північному Кавказі. В УРСР, зокрема, від голоду загинуло близько 4 млн осіб (існують різноманітні методики підрахунку і, відповідно, різні оцінки втрат населення). Цей голодомор визнано геноцидом українського народу, з чим також погодились 24 країни (на 2010 рік) |
| 1933      | 19 січня: Повернення в СРСР до системи обов'язкових поставок колгоспами зерна державі (за нормами і цінами, які призначаються державою). 30 січня: влада у Німеччині переходить до рук нацистів на чолі з А.Гітлером. 10 червня: пуск Дніпровського алюмінієвого заводу 7 липня: Самогубство українського більшовика М. Скрипника. Чистка серед національних кадрів в Україні. 11 серпня: пуск першої доменної печі на маріупольському заводі «Азовсталь» 10 жовтня: пуск Запорізького заводу феросплавів 22 жовтня: вбивство радянського дипломата О.Майлова на знак протесту проти Голодомору в УРСР, вчинене бойовиком ОУН М. Лемиком у будівлі радянського консульства у Львові 16 листопада: пуск першої доменної печі на запорізькому заводі «Запоріжсталь» 25 листопада: Здійснено запуск першої радянської ракети з рідинно-реактивним двигуном «ЖРД-Х». |
| 1934      | 18 — 23 січня: XII з'їзд КП(б)У. Постанова про перенесення столиці УРСР з Харкова до Києва. 23 січня: пуск Харківського турбінного заводу. 26 січня — 10 лютого: XVII з'їзд ВКП(б), т. зв. «з'їзд переможців». Компроміс Сталіна з помірними членами Політбюро. Колишні опозиціонери виступають з самокритикою (М. Бухарін обраний кандидатом в члени ЦК). У новий Секретаріат входять Й.Сталін, Л.Каганович, А.Жданов і С.Кіров (особливо відзначений з'їздом). Склад Політбюро: члени — Й.Сталін, В.Молотов, Л.Каганович, К.Ворошилов, М.Калінін, Г.Орджонікідзе, В.Куйбишев, С.Кіров, А.Андрєєв, С.Косіор; кандидати в члени — А.Мікоян, В.Чубар, Г.Петровський, П.Постишев, І.Рудзутак. Ліквідовано Робітничо-селянську інспекцію (рос."Рабкрин"). Квітень-травень: подовження на 10 років Пактів про ненапад між СРСР та Польщею, Латвією, Литвою, Естонією, Фінляндією 8 червня: В СРСР прийнято Закон «про зраду батьківщині», яким, зокрема, передбачена смертна кара і колективна відповідальність членів сім'ї 14 червня: арешт на чесько-польському кордоні С.Бандери 15 червня: вбивство членом ОУН Г.Мацейком у Варшаві міністра внутрішніх справ Польщі Б.Перацького. Внаслідок цього розпочалися репресії і арешти українських націоналістів. 17 червня: Президент Польщі І.Мосцицький видав розпорядження про створення концентраційного табору в Березі-Картузькій на Берестейщині, де утримувались переважно полонені українські націоналісти. 24 червня: перенесення столиці УРСР: переїзд партійних і радянських органів УРСР з Харкова до Києва. 27 липня: вбивство директора філії Академічної гімназії у Львові І. Бабія за співпрацю з польською владою, вчинене бойовиком ОУН Миколою Царем. 10 липня: Передача функцій поліції і державної безпеки, що належали ОГПУ, Народному комісаріату внутрішніх справ (НКВС), який реорганізованій під керівництвом Г.Ягоди. НКВС бере на себе також управління системою таборів, що бурхливо розвивається 4 серпня: пуск першої доменної печі на Криворізькому металургійному заводі. 28 вересня: урочисте відкриття першої черги Новокраматорського заводу важкого машинобудування. 1 грудня: Вбивство в Ленінграді С. М. Кірова членом партії Л. Ніколаєвим, вчинене, найімовірніше, за вказівкою Сталіна. Воно стає сигналом до застосування надзвичайних заходів і терору також і по відношенню до більшовиків. Увечері того ж дня приймається указ про введення прискореної судової процедури і про негайне приведення у виконання смертних вироків. Протягом декількох днів в Ленінграді, Москві та Києві без суду розстріляно чимало так званих «білогвардійців» і політичних в'язнів. 16 грудня — арешт Л. Каменєва і Г. Зінов'єва. |
| 1935      | 1 липня: пуск Нікопольського Південнотрубного металургійного заводу. 31 серпня: встановлення донецьким забійником Стахановим рекорду з видобутку вугілля. Початок стаханівського руху. 18 листопада — 13 січня 1936: Варшавський процес над 12-ма українськими націоналістами, зокрема було засуджено і С.Бандеру, а Р.Шухевич притягувався як свідок. |
| 1936      | Пуск Харківського станкобудівного заводу. 25 травня: у Львові розпочався процес «Степана Бандери» над 21 членом Крайової Екзекутиви ОУН, звинувачуваних у терористичній діяльності, зокрема С.Бандера отримав друге довічне ув'язнення 19-24 серпня: Перший відкритий процес в Москві — т. зв. «Процес 16-ти» (в їх числі Г. Зінов'єв, Л. Каменєв, Г. Євдокимов і І. Смирнов). Звинувачені в створенні «терористичного троцькістсько-зінов'євського центру», всі 16 підсудних визнаються в тому, що підтримували зв'язок з Троцьким, були співучасниками вбивства Кірова, готували змову проти Сталіна та інших керівників. Вони дають свідчення проти Н. Бухаріна, О. Рикова і М. Томського. Всі засуджені до смертної кари і розстріляні 25 серпня. 25 листопада — 5 грудня: Надзвичайний 8-й з'їзд Рад СРСР, ухвалення нової Конституції СРСР. У ній більше не міститься обмежень загального виборчого права, гарантована свобода особистості, підтверджені керівна роль партії, плановий характер економіки і колективізація сільського господарства. Союзним республікам гарантується рівноправність, а їх число збільшується з 7 до 11: Казахстан і Киргизія з автономних стають союзними республіками, а Закавказька федерація розділена на три окремі республіки — Вірменію, Азербайджан і Грузію. Загальним голосуванням обирається на 4 роки вищий орган влади — Верховна Рада, що складається з двох палат: Ради Союзу і Ради Національностей. Голова Президії Верховної Ради виконує функції глави держави. Розгорнута широка пропагандистська кампанія, в ході якої прославляється «найдемократичніша в світі» (за словами Сталіна) Конституція, складена під керівництвом Н. Бухаріна. |
| 1937      | 23-30 січня: В СРСР проходить суд над Карлом Радеком і 16 іншими видними комуністами, звинуваченими в організації змови з участю Троцького, Німеччини та Японії. Це другий відкритий московський процес («процес 17-ти», серед яких Г. П'ятаков, К. Радек, Л. Серебряков, Г. Сокольников). «Антирадянському троцькістському центру» пред'явлені нові звинувачення: саботаж в промисловості, шпигунство на користь Німеччини і Японії. Обвинувачені визнаються в усьому і дають свідчення проти Н. Бухаріна і А. Рикова. 13 осіб засуджено до смертної кари (в тому числі Г. П'ятаков і Л. Серебряков), четверо — до різних термінів ув'язнення (К. Радек і Г. Сокольников засуджені на 10 років). 25 — 30 січня: Надзвичайний 14-й Всеукраїнський з'їзд Рад, ухвалення нової конституції УРСР. Травень: Ініціатива П.Ангеліної з Старобешевського району Донецької області щодо всесоюзного соціалістичного змагання жіночих тракторних бригад. |
| 1937—1941 | Спорудження Центрального стадіону у Києві (нині — НСК «Олімпійський») |
| 1938      | Січень: Микита Хрущов призначається першим секретарем Компартії України (замість С.Косіора) і займає місце П.Постишева серед кандидатів у члени Політбюро. 2-13 березня: Третій відкритий політичний судовий процес в Москві («процес 21-го»), на якому з'єднані такі різні особистості, як «праві» М. Бухарін і О. Риков, троцькіст X. Раковський і колишній глава НКВС Г. Ягода. Цьому «правотроцькистського антирадянського блоку» були пред'явлені звинувачення в організації змови проти Леніна і Сталіна, вбивство Кірова, Куйбишева і Горького, саботажі і зраді. Всі обвинувачені засуджені до смерті і розстріляні, крім трьох (серед яких X. Раковський, який буде розстріляний 11.09.1941) 11-13 березня аншлюс Австрії нацистською Німеччиною Травень: пуск Херсонського нафтопереробного заводу. 23 травня: агент КДБ Павло Судоплатов вбив у Роттердамі лідера ОУН Є.Коновальця. Смерть Коновальця призвела спочатку до кризи, а згодом до розколу ОУН. 3 червня: на базі Донецької області створено Сталінську і Ворошиловградську. 11 липня-11 серпня: збройний радянсько-японський конфлікт біля озера Хасан на Далекому Сході. 27 серпня: Другий Великий Збір Українських Націоналістів у Римі, який офіційно затвердив Андрія Мельника на посаді Голови Проводу Українських націоналістів (ПУН). 29 — 30 вересня — укладання Мюнхенської угоди Між Німеччиною, Італією, Великою Британією і Францією, згідно з якою Чехословаччина мусила передати прикордонні райони (в тому числі Судети) Німеччині і Угорщині. 1-10 жовтня: окупація Судетської області Німеччиною 8 жовтня: утворення першого автономного уряду Карпатської України на чолі з А.Бродієм. (Затверджено Прагою 10 жовтня) 26 жовтня: А.Бродія, який намагався проводити проугорську політику, було усунуто з посади голови уряду і прем'єр-міністром Карпатської України обрано Августина Волошина 2 листопада: Ужгородський, Мукачевський і Севлюський повіти Карпатської України за рішенням 1-го Віденського арбітражу передані Угорщині 10 листопада: столицю Карпатської України перенесено з Ужгорода до Хусту. 22 листопада: празький парламент ухвалив конституційний закон про автономію Карпатської України, після чого Чехо-Словаччина перетворилася на федеративну державу чехів, словаків і карпатських українців. 8 грудня: Л. Берія змінює М.Єжова на чолі НКВС; помітне послаблення більшовицьких репресій. |

## Друга Світова війна
| 1939 | 10 січня: Утворення Запорізької, Кіровоградської, Сумської областей 14 березня: Окупація Чехії і Моравії Німеччиною, Словаччина німцями проголошена «незалежною республікою». 14 — 18 березня: Угорсько-українська війна і окупація колишньої чехословацької Закарпатської України фашистською Угорщиною. 15 березня: Сейм Карпатської України (голова — А.Штефан) проголосив повну державну самостійність Карпатської України. Парламентом ухвалено конституцію Карпатської України. Президентом обрано А. Волошина, який призначив прем'єр-міністром нового уряду Ю.Ревая 16 березня: Бій на Красному полі під Хустом між угорськими і українськими загонами; захоплення угорцями Хусту. 28 травня — 31 серпня: радянсько-японський збройний конфлікт у Монголії на річці Халхин-Гол 24 серпня: Пакт Молотова — Ріббентропа — договір про дружбу і розділ сфер впливу у Східній Європі між сталінським СРСР і нацистською Німеччиною 1 вересня: Напад Німеччини на Польщу. Початок Другої Світової війни. 3 вересня: Велика Британія та Франція оголосили війну Німеччині («Дивна війна») 13 вересня: Степан Бандера вийшов з польської в'язниці. 17 вересня: початок окупації радянськими військами східних територій Польщі. 22 вересня — радянські війська зайняли Львів. 28 вересня: капітуляція оточеної Варшави. Радянсько-німецький договір про розподіл захопленої Польщі. 22 жовтня: організовано вибори у Народне Зібрання Західної України, яке 27 жовтня ухвалило рішення про входження Західної України до складу СРСР і УРСР. 2 листопада: на сесії Верховної Ради СРСР прийнято закони про включення територій Західної України т Західної Білорусії до складу СРСР. Листопад: Польський емігрантський уряд в м. Анжері (Франція) з причини передачі окупованого СРСР м.Вільно до складу Литви оголосив стан війни з Радянським Союзом 30 листопада: початок Радянсько-фінської (Зимньої) війни 4 грудня: Президія Верховної Ради СРСР ухвалила указ про розмежування областей між УРСР і БРСР, за яким Україна втратила Берестейщину; утворення Волинської, Дрогобицької, Львівської, Рівненьської, Станіславської, Тернопільської областей УРСР. |
| 1940 | 10 лютого: Конференція ОУН у Кракові — Степан Бандера і його прихильники відокремлюються від ОУН А.Мельника і утворюють «Революційний провід ОУН» (Згодом — ОУН(б)) 12 березня: кінець радянсько-фінської війни — Фінляндія втратила Карельський перешийок з Виборгом. 15-17 червня: згідно домовленостей з Гітлером, Червона Армія займає стратегичні пункти у Прибалтийських державах. 26 червня: В СРСР прийнято Указ, який встановлює 6-денний робочий тиждень при 8-годинному робочому дні. Прогул карається 2-4 місяцями виправних робіт. Робітник не може звільнитися за власним бажанням, а за зниження якості продукції можуть віддати під суд. 28 червня: Румунія, не отримавши підтримки німеччини, вимушена передати СРСР Бессарабію та Північну Буковину. 2 серпня: утворення Молдавської РСР (В тому числі до її території частково увійшла колишня Молдавська АРСР зі складу УРСР). Включення до складу УРСР Північної Буковини, Хотинського, Ізмаїльського і Аккерманського повітів Бессарабії. 7 серпня: утворення Ізмаїльської і Чернівецької областей УРСР |
| 1941 | 24 лютого: Пуск Краматорського заводу важкого машинобудування. 22 червня: напад Німеччини на СРСР. Початок Німецько-радянської війни 1941—1945 рр. 22 червня-20 липня — героїчна оборона Берестейської фортеці 22 червня — 9 липня: Львівсько-Чернівецька оборонна операція РСЧА 23 — 29 червня: танкові бої в районі Луцьк-Броди-Рівне. Битва вважається найбільшою танковою битвою у світовій історії. 28 червня: Утворення УПА-«Поліської Січі» — отаман Тарас Бульба-Боровець в Сарненському районі в селі Немовичі видав свій наказ під № 1 про початок боротьби з більшовиками. 30 червня: частини 17-ї армії вермахту зайняли Львів. Ярослав Стецько скликав у Львові Українські національні збори, які проголосили відновлення Української Держави (С.Бандеру напередодні німці затримали і повернули до Кракова). Утворення Державного комітету оборони (ДКО) у Москві. 1-24 липня: Операція «Мюнхен» — захоплення Румунією Бессарабії та Північної Буковини 5 липня: арешт С.Бандери німецькою владою. В ув'язненні Степан Бандера і деякі інші лідери українського визвольного руху знаходились до осені 1944 р. 7 липня: масове вбивство польських учених і викладачів у Львові — всього близько 45 осіб, переважно вчених Львівського університету. 7 липня — 19 вересня: Битва за Київ; завершилась перемогою німецьких військ та грандіозним оточенням радянських військ на схід від Києва — до 700 000 воїнів РСЧА. 17 липня: Наказом Гітлера Галичина перейшла в підпорядкування до Генерал-Губернаторства як окремий дистрикт «Галичина». 1 — 7 серпня: Битва під Уманню. Відбулася в ході наступу групи армій «Південь» та призвела до оточення і подальшої загибелі військ 6-ї та 12-ї армій Південного фронту Червоної Армії. 27 липня — 28 вересня: Тирасполь-Мелітопольська операція РСЧА — відступ радянських військ у Південній Україні. В результаті відступу радянських військ Одеса була обложена румунсько-німецькими військами, Крим був відрізаний від основних сил Червоної армії. 5 серпня — 16 жовтня: оборона Одеси. 19 — 25 серпня: бої за Дніпропетровськ. Зайняття вермахтом Дніпропетровська. 8 вересня: початок блокади Ленінграда 15 вересня: німецькі війська біля Києва замкнули кільце навколо 5, 21, 26 і 37 радянських армій. В оточенні опинилося і управління Південно-Західного фронту. Розпочались масові арешти гітлерівцями членів ОУН-Бандери по всій території України та в еміграції. 19 вересня: німецькі війська увійшли до Києва. При цьому у Київському оточенні потрапило у полон близько 600 тисяч червоноармійців. 29-30 вересня: у Києві у Бабиному Яру німецькі окупанти розстріляли майже 34 тисячі київських євреїв. Всього у 1941-43 рр. у Києві було знищено близько 100 000 осіб, 2/3 з яких — євреї. 29 вересня — 4 листопада: Донбаська операція (1941) (Битва в Приазов'ї) — окупація німецько-румунськими військами території Донбасу, відступ радянських військ на лінію Ростов-на-Дону — Красний Луч — Дебальцеве — Лиман — Ізюм 30 вересня: початок «битви за Москву» 30 вересня — 30 листопада: Сумсько-Харківська операція РСЧА (втрата Харкова і Бєлгорода). 5 жовтня: німецькі танки досягли моря біля Осипенко (нині м. Бердянськ). В оточення потрапила переважна частина 9-ї та 18-ї армій РСЧА. 8 жовтня: німецька 1-ша танкова армія здобула Маріуполь, 17 жовтня — Таганрог. 14 жовтня: розстріл у ботанічному саду Дніпропетровська близько 11 000 мирних мешканців. 23 (24) жовтня: РСЧА залишає Харків 26 жовтня: 17-та німецька армія опанувала м. Сталіно 30 жовтня (2 листопада) — 4 липня 1942: оборона Севастополя. 4 грудня: у Москві підписано радянсько-польську декларацію про дружбу та взаємодопомогу, чим польській лондонський еміграційний уряд фактично визнав радянську окупацію Західної України та Західної Білорусі у вересні 1939 року 5 грудня: початок радянського контрнаступу під Москвою Грудень: Арешт гестапо у Києві членів Української національної ради, зокрема О.Теліги і О.Ольжича, які в подальшому були страчені у Бабиному Яру разом з сотнями українських активістів, переважно членів ОУН(м). 26 грудня — 2 січня: Керченсько-Феодосійська десантна операція РСЧА у Східному Криму |
| 1942 | 18 — 31 січня: Барвінковсько-Харківська наступальна операція РСЧА 13 лютого: Продовжились масові арешти гітлерівцями членів ОУН-Бандери по всій території України та в еміграції. 12 травня: невдала Харківська наступальна операція РСЧА. 30 травня — В СРСР створено штаб партизанського руху 11 червня: угода між США та СРСР про ленд-ліз 20 червня: утворення Українського штабу партизанського руху. 28 червня-24 липня — Воронезько-Ворошиловградська операція РСЧА (Операція «Блау») 30 червня: у Єгипті англійцями під Ель-Аламейном зупинено другий наступ Роммеля 3 липня — вермахт зайняв Севастополь 17 липня 1942 — 2 лютого 1943: Сталінградська битва 28 липня: створення Чернігівського партизанського з'єднання на чолі з О. Ф. Федоровим Вересень — у Краснодоні створено комсомольську підпільну організацію «Молода гвардія» (діяла до січня 1943 р.) 14 жовтня: створення бойових загонів ОУН(б) на Поліссі і Волині, які також прийняли назву УПА. 8 листопада: операція "Смолоскип" — висадка американських військ у Марокко і Алжирі (які були під контролем вішистської Франції 18 грудня: вступ частин Радянської армії на територію Ворошиловградської області — початок визволення України від німецьких військ. |
| 1943 | 29 січня — 18 лютого — Ворошиловградська операція РСЧА 31 січня: капітуляція 6-ї німецької армії Паулюса під Сталінградом, початок радянського наступу на захід. 14 лютого: Радянська армія здобула Ворошиловград. 11 березня — червень: рейд партизан О. Ф. Федорова з Чернігівщини на Правобережну Україну. 28 квітня: у Львові німецька окупаційна влада оголосила про створення дивізії зброї СС «Галичина» 13 травня: капітуляція німецьких військ у Тунісі, у полон потрапило близько 240 000 солдат і офіцерів. Червень — вересень: Карпатський рейд партизан С. О. Ковпака. 5 липня — 23 серпня: Курська битва. 10 липня: висадка американо-британських військ на Сицилії 13 серпня — 22 вересня: Донбаська операція Червоної Армії 18 серпня: УПА С.Бандери роззброїла загони УПА-«Поліської Січі». 23 серпня: Звільнення Харкова від німців. 24 серпня — 23 грудня: Битва за Дніпро (Чернігово-прип'ятська операція) 30 серпня: вермахт залишив Таганрог 2 вересня: здобуття Радянською Армією Сум та Шостки 8 вересня: Радянська Армія оволоділа м. Сталіно (Донецьк) 23 вересня — здобуття РСЧА Полтави 14 жовтня: Радянська армія звільнила Запоріжжя. 25 жовтня: німецькі війська залишили Дніпропетровськ і Дніпродзержинськ. 31 жовтня — 11 грудня: Керченсько-Ельтигенська десантна операція. 6 листопада: Червона армія здобула Київ. 28 листопада — 1 грудня: Тегеранська конференція лідерів союзних держав — СРСР, США, Великої Британії. 23 грудня 1943 — 17 квітня 1944: Дніпровсько-Карпатська операція Червоної армії 24 грудня 1943 — 24 січня 1944: Житомирсько-Бердичівська наступальна операція РСЧА 31 грудня: Звільнення від вермахту Житомира. |
| 1944 | 5 — 16 січня: Кіровоградська операція РСЧА 8 січня: Червона армія вступила до Кіровограду. 24 січня — 17 лютого: оточення і розгром німецьких військ в районі Корсунь-Шевченківського. 27 січня — 11 лютого: Рівненсько-Луцька операція РСЧА 30 січня — 29 лютого: Нікопольсько-Криворізька операція Червоної армії. 12 лютого: здобуття РСЧА Луцька і Рівного. 4 березня — 17 квітня: Проскурівсько-Черновицька наступальна операція Червоної армії 5 березня — 17 квітня: Умансько-Ботошанська операція РСЧА 6 −18 березня: Березнегувато-Снігурівська операція РСЧА. 13 березня: звільнення Херсону 15 березня — 5 квітня: Поліська операція РСЧА на Волині 20 березня: Здобуття РСЧА Вінниці 25 березня: німецькі війська залишили Проскурів 26 березня: Війська 2‑го Українського фронту вийшли до кордону з Румунією 26 березня — 14 квітня: Одеська наступальна операція РСЧА 28 березня: Червона армія займає Миколаїв 30 березня: Червона армія займає Чернівці. 10 квітня: Радянські війська вступили до Одеси. 13 квітня: вермахт залишив Сімферополь 15 квітня: від німців звільнено Тернопіль 9 травня: здобуття радянськими військами Севастополя. 6 червня: висадка союзників у Нормандії (Операція «Оверлорд») 13 липня — 29 серпня: Львівсько-Сандомирська операція Червоної армії. 18 −22 липня: оточення і розгром угрупування вермахту в районі Бродів. 27 липня: Радянські війська здобули Львів і Станіслав 6 серпня: здобуття РСЧА Дрогобича. 15 серпня: висадка військ союзників у Провансі (Південна Франція) 23-24 серпня: Румунія виходить з війни проти союзників і вступає в війну проти Німеччини. 24 серпня: Червона армія займає Кишинів 26 серпня: звільнення РА Ізмаїла. 8 жовтня: всю територію УРСР зайнято Радянськими військами. 27 жовтня: зайняття РСЧА Ужгорода. 26 листопада: ухвалення 1-м з'їздом народних комітетів Закарпаття маніфесту про вихід зі складу Чехословаччини і входження до складу УРСР. |
| 1945 | 4 — 12 лютого: Кримська (Ялтинська) конференція у Лівадії керівників союзних держав (Ф.Рузвельта, В.Черчилля та І.Сталіна): попередні домовленості про повоєнний устрій Європи. Серед іншого, між СРСР і західними союзниками було погоджено східний кордон Польщі, який мав проходити вздовж «лінії Керзона» з відхиленням від неї в деяких районах від п'яти до восьми кілометрів на користь Польщі; також було погодження прийняття у члени майбутньої ООН (крім саме СРСР) УРСР і БРСР Березень: початок формування Української національної армії. 2 травня: капітуляція німецьких військ в Берліні. 8 травня: підписання представниками німецького командування акта про безумовну капітуляцію Німеччини. 29 червня: СРСР та Чехословаччина підписали договір про приєднання Закарпаття до УРСР. 17 липня: у Потсдамі розпочалась конференція голів держав-переможниць у 2-й Світовій війні (Г.Трумена, Й.Сталіна та В.Черчилля), на якій обговорено плани повоєнного устрою Європи. 2 вересня: капітуляція Японії — закінчення 2-ї Світової війни. 18 жовтня: Заснування Ужгородського університету. 24 жовтня: заснування ООН |

## Повоєнний розвиток, епоха «розвиненого соціалізму» («застою»)
| 1946 | 19 січня: Утворено Союз Українців у Великій Британії. 25 лютого: Червона Армія перейменована на Радянську 5 березня: «Фултонська промова» В.Черчилля — пізніше визначена як офіційний початок «холодної війни» 8 березня: На Соборі уніатської церкви у Львові проголошується про розрив унії з Римом і про перехід греко-католиків до православ'я. 15 березня: Перетворення Раднаркомів на Ради Міністрів СРСР та союзних республік. 22 червня: утворення Закарпатської області. 15 листопада: Введено в навчальний процес новий, наближений до російського, український правопис, схвалений 8 травня 1945 постановою Ради Міністрів УРСР. |
| 1947 | 9 лютого: обрана Верховна Рада УРСР другого скликання 10 лютого: згідно мирним договорам, підписаним в Парижі, зокрема, Румунія передає Бессарабію і Північну Буковину СРСР, але зберігає в своєму складі Трансільванію 3 березня: пуск першого агрегату поновленого ДніпроГЕСу 28 березня: у засідці УПА загинув віце-міністр оборони Польщі генерал-полковник К.Сверчевський, його загибель стала офіційним приводом для початку операції «Вісла» 28 квітня: польська влада почала операцію «Вісла» з виселення українців Лемківщини, Надсяння, Підляшшя і Холмщини в Західну Польщу 3 жовтня: пуск першої черги поновленої Запоріжсталі. 14 жовтня: постанова Радміна СРСР про відміну карткової системи на товари. 25 листопада — 15 грудня: Лондонська конференція великих держав по Німеччині закінчується провалом. «Нарада останнього шансу» призвела до остаточного розриву між «Сходом» і «Заходом». 14 грудня: Постанова Уряду СРСР про скасування карткової системи на продовольчі і промислові товари і про грошову реформу (шляхом обміну грошей), що дозволила зупинити інфляцію і спекуляцію. |
| 1948 | 31 січня: Гасин Олекса, полковник, шеф головного штабу УПА загинув у Львові. 14 травня: була підписана Декларація про незалежність Ізраїлю, у витоків якого стояло багато вихідців з України. 29 серпня: закінчення відновлення Харківського тракторного заводу. 1 жовтня: введення до ладу газогону Дашава — Київ |
| 1949 | 18(25) січня: створено РЕВ 25 вересня: ТАРС повідомило про випробування в СРСР атомної бомби |
| 1950 | Заснування у Києві НДІ нейрохірургії |
| 1951 | Березень: студенти Харківського університету відмовилися складати іспити російською мовою. Тоді 1350 з них було репресовано, а 273-х студентів на закритому засіданні суду було засуджено до смертної кари і розстріляно квітень: у Західній Європі створено «Європейську спільноту з вугілля та сталі» — прообраз ЄС Введення в дію першого в УРСР телевізійного центра у Києві. |
| 1952 | Відкриття планетарію у Києві. |
| 1953 | 5 березня: Смерть Генерального секретаря КПРС І. В. Сталіна. 6 березня Раду Міністрів СРСР очолив Г. Маленков. Новим Генеральним (Першим) Секретарем незабаром (у вересні) став М. С. Хрущов 25 квітня: сформоване КВІРТУ ППО 17 червня: страйк у Східному Берліні переростає у антирадянське повстання. 26 червня: арешт у Москві Л. П. Берії. 5 листопада: відкриття в Києві першого в СРСР суцільнозварного мосту через Дніпро (міст Патона) |
| 1954 | 7 січня: утворення Черкаської області. 19 лютого: Указ Президії Верховної Ради СРСР про передачу Кримської області з РРФСР до складу УРСР |
| 1955 | 14 травня: Підписано Варшавський договір про дружбу, співпрацю і взаємну допомогу між СРСР і прорадянськими державами Східної Європи, що передбачає утворення єдиного військового командування зі штабом в Москві і розміщення радянських військ на території країн-учасниць 18 жовтня: пуск першого агрегату Каховської ГЕС. |
| 1956 | 14 — 25 лютого: XX з'їзд КПРС; відмова від експорту революції за допомогою зброї. В число кандидатів в члени Президії ЦК введені, зокрема, Л. І. Брежнєв, Д.Шепілов і маршал Г. К. Жуков. 25 лютого На закритому засіданні з'їзду Перший секретар ЦК КПРС Хрущов у своїй доповіді викриває злочини Сталіна і засуджується культ його особи. Після цього розпочинається процес звільнення політичних в'язнів і реабілітації репресованих. 8 липня: пуск газогону Шебелинка — Харків. 30 вересня: пуск останнього агрегату Каховської ГЕС жовтень-листопад: антирадянське повстання в Будапешті; подавлене радянськими військами. 1 листопада: Угорщина заявила про вихід з Організації Варшавського договору; 4 листопада: до Угорщини введено радянські війська. |
| 1957 | лютий: реабілітація деяких національностей (чеченці, балкарці, карачаєвці, калмики, інгуші) Північного Кавказу, початок їх повернення із заслання на батьківщину. 22 травня: Микита Хрущов заявляє, що СРСР повинен за 4 роки перегнати США по виробництву м'яса, молока і масла. 22-29 червня: Пленум ЦК (який скликано на вимогу лідера КПРС) затверджує Хрущова на посаді першого секретаря і засуджує фракційну діяльність «антипартійної групи». В. Молотов, Г. Маленков, Л. Каганович і «той, що до них примкнув» Д. Шепілов виключені з Президії та з ЦК. У нову Президію ЦК обрані 15 членів (серед них Л. І. Брежнєв, Ф. Козлов та Г. Жуков, які входять в число 9 прихильників Хрущова), А. Косигін обраний кандидатом в члени ЦК. 4 липня В СРСР Молотов, Шепілов і Маленков виключені з членів Президії ЦК КПРС. 12 жовтня: в Мюнхені агентом КДБ Б.Сташинським вбито одного з лідерів ОУН Лева Ребета 3 листопада: запуск в СРСР першого в світі штучного супутника (серед розробників — С. П. Корольов, В. П. Глушко) 6 листопада: відкриття в Києві Меморіального комплексу парку Вічної Слави |
| 1958 | 25 грудня: Закон про основи кримінального законодавства СРСР і союзних республік: скорочені терміни ув'язнення, скасовано поняття «ворог народу», притягнення до кримінальної відповідальності передбачено вже не з 14, а з 16 років, смертна кара визнана винятковою і тимчасовим заходом покарання, термін позбавлення волі не може перевищувати 15 років (а не 25, як раніше). Табори перейменовані в виправно-трудові колонії, а ГУЛАГ — в ГУВТК. |
| 1959 | 27 січня — 5 лютого: Позачерговий XXI з'їзд КПРС. Хрущов заявляє про те, що СРСР розпочинає будівництво комунізму 8 вересня: Закінчення будівництва газогону Дніпропетровськ — Кривий Ріг 14 вересня: Перша ракета СРСР досягла Місяця 15 жовтня: в Мюнхені агентом КДБ Б.Сташинським вбито лідера ОУН Степана Бандеру. 6 листопада: у Кримській області відкрито найдовшу тролейбусну лінію у світі — розпочато рух на міжміській лінії Сімферополь — Алушта 13 листопада: введення в дію Новокриворізького ГЗК 4 грудня: пуск першого агрегату Кременчуцької ГЕС. |
| 1960 | 12 лютого — пуск першого в УРСР ядерного реактора в Києві 11 липня: введення в дію найпотужнішої в світі установки безперервного розливу сталі на Донецькому металургійному заводі. 16 вересня: заснування в Києві Інституту геофізики АН УРСР 17-31 жовтня: XXII з'їзд КПРС у Москві: зокрема, прийнято Статут КПРС, який, у тому числі, містив Моральний кодекс будівника комунізму; прийнята Третя програма КПРС; затверджений з'їздом текст Програми завершує знаменита фраза (згодом вилучена): «Партія урочисто проголошує: нинішнє покоління радянських людей житиме при комунізмі!». Нові викриття Сталяна, 31 жовтня його тіло було винесено з мавзолею і поховано поруч. 24 жовтня: на стартовому майданчику космодрому Байконур за півгодини до першого пуску вибухнула ракета Р-16. За різними даними, в результаті аварії загинули від 74 до 126 осіб, це найбільша катастрофа в історії ракетної техніки 5 листопада: Успішно завершені досліди безперервного управління складним хімічним процесом на відстані протягом 48 годин. Електронна обчислювальна машина «Київ», що знаходиться в обчислювальному центрі АН УРСР, регулювала зі столиці України роботу агрегату на Слов'янському содовому комбінаті, в 630 кілометрах від Києва. 6 листопада: пуск першої черги Київського метрополітену. 2 грудня: пуск найпотужнішої в світі доменної печі на Криворізькому металургійному заводі. 9 грудня: закінчення електрифікації залізниці Москва-Донбас. |
| 1961 | 13 березня: Чорний понеділок в Києві. Від 145 (за офіційними даними) до 1500 мешканців Куренівки (Бабиного Яра) загинули в селевому потоці. 12 квітня: перший політ людини (Юрій Гагарін) у космос. 1 серпня: пуск найбільшого в Європі шинного заводу у Дніпропетровську. 12 серпня: агент КДБ Б.Сташинський, вбивця лідерів ОУН Л.Ребета і С.Бандери, втік з дружиною-німкенею до Західного Берліна, де його в подальшому було засуджено на 8 років ув'язнення. 13 жовтня: завершення будівництва нафтогону «Дружба» на кордоні з Чехословаччиною 15 жовтня: початок експлуатації першої в СРСР відеотелефонної лінії між Києвом, Москвою і Ленінградом. 31 жовтня: пуск найбільшої в СРСР теплової електростанції — Придніпровської ГРЕС |
| 1962 | 9 травня: Введення в дію на повну потужність каналу Сіверський Донець — Донбас. 2 червня: Демонстрації робітників у Новочеркаську, які протестують проти зниження заробітної плати. Армія проводить криваве придушення заворушень 20 липня: пуск першої черги найбільшого в Європі Чернігівського заводу хімічного волокна. 19 жовтня: введення в експлуатацію газогону Шебелинка — Київ 29 жовтня: введення в експлуатацію лінії електропередачі Волгоград — Донбас |
| 1963 | 9 січня: Пуск першої черги Херсонського целюлозного заводу. 17 жовтня: урочисте відкриття першої черги Північно-Кримського каналу. 4 грудня: у Чернігові запустили першу чергу камвольно-суконного комбінату (тоді найбільшого в СРСР) |
| 1964 | 15 серпня: В Українському науково-дослідному експериментальному інституті очних хвороб і тканинної терапії імені академіка В. П. Філатова вперше застосований в клінічній практиці прилад, за допомогою якого можна вузький пучок світла, що випромінюється оптичним квантовим генератором, направити в потрібну ділянку очного дна і під контролем лікаря припекти тканини на дні ока. Сітківка як би «приварюється» до судинної оболонки. 14 жовтня: Усунуто від влади М. С. Хрущова. Першим Секретарем ЦК КПРС став уродженець Кам'янського (Дніпродзержинська) Л. І. Брежнєв. (1964—1982) 23 жовтня На Криворізькому металургійному заводі імені Леніна введений в дію найбільший в Радянському Союзі сучасний високоавтоматизований блюмінг «1300» з безперервно-заготовочним станом. 19 грудня: пуск першої черги Київської ГЕС |
| 1965 | 28 травня: Постанова Ради Міністрів СРСР про заснування Донецького державного університету. 4 вересня: виступ В'ячеслава Чорновола, Івана Дзюби та Василя Стуса у кінотеатрі «Україна» на прем'єрі фільму С.Параджанова «Тіні забутих предків» з протестом проти арештів української інтелігенції |
| 1966 | 29 березня — 8 квітня: XXIII з'їзд КПРС. 1 травня: Георгій Митрофанович Москаленко та Віктор Кукса вночі проти 1 травня 1966 р. встановили над Київським інститутом народного господарства жовто-блакитний прапор із зображенням тризуба та написом: «Ще не вмерла Україна. Ще її не вбито». 27 серпня: пуск найбільшої в Європі аглофабрики Жданівського металургійного заводу. 1 листопада: Початок серійного виробництва найбільшого у світі літака «Антей» (Ан-22) |
| 1967 | 2 січня: Введення в дію Донецького заводобудівного комбінату 20 січня: Випуск мільйонного трактору на Харківському тракторному заводі. 14 березня: Указ Президії Верховної Ради СРСР про переведення на п'ятиденний робочий тиждень 1 жовтня: Радянське телебачення розпочало регулярні кольорові передачі Листопад: В.Чорновола за правозахисну діяльність засуджено на 3 роки таборів (звільнився 1969 р.) |
| 1968 | 20 серпня: війська СРСР та країн Варшавського Пакту перетинають кордони Чехословаччини задля придушення Празького повстання. 8 серпня: у Києві відкритий Інститут культури 25 жовтня: Пуск останнього агрегату Київської ГЕС. |
| 1969 | 2-17 березня — Збройний радянсько-китайський конфлікт в районі острова Даманський на р. Уссурі на Далекому Сході. Заснування музею народної архітектуру і побуту у Києві. 12 жовтня: пуск Запорізького залізорудного комбінату. |
| 1970 | Заснування Інституту ядерних досліджень АН УРСР в Києві. Грудень: Пуск в Києві першої в СРСР гідроакумулюючої електростанції (ГАЕС) 17 листопада: Здійснила м'яку посадку на поверхню Місяця космічна станція «Луна-17» з апаратом «Місяцехід-1». |
| 1971 | 30 березня — 9 квітня: XXIV з'їзд КПРС. 21 грудня: введення в дію Київської ТЕЦ-5 — однієї з найбільших в СРСР |
| 1972 | 12 січня: хвиля арештів українських дисидентів, зокрема, заарештовано В.Чорновола, В.Стуса, Дзюбу, братів Горинів. Січень: пуск Ладижинської ГРЕС 19 травня: 10-м Першим Секретарем ЦК КПУ замість Петра Шелеста став лояльний до Москви В. Щербицький (1972—1989) Арешт В.Стуса і подальше засудження на 5 років позбавлення волі і 3 роки заслання. Арешт і засудження В.Чорновола за правозахисну діяльність на 6 років таборів і 3 роки спецпоселення. |
| 1973 | Пуск однієї з найбільших в світі теплових електростанції — Криворізької ГРЕС — 2 |
| 1974 | 17 жовтня: відкриття Українського державного музею історії Великої Вітчизняної війни. 31 грудня: пуск найбільшої в світі доменної печі на Криворізькому металургійному заводі. Відкриття Дніпропетровського театру опери та балету. |
| 1975 | 1 серпня: в Гельсінкі підписаний Заключний акт НБСЄ, яким, зокрема, затверджено післявоєнні кордони в Європі 23 серпня: пуск першої ділянки Харківського метрополітену. 6 жовтня: «Динамо» (Київ) здобуло Кубок Кубків УЄФА та Суперкубок УЄФА 12 жовтня: пуск Рівненського заводу великопанельного домобудування. 26 грудня: пуск найбільшого в СРСР Теофіпольського цукрового заводу. |
| 1976 | 24 лютого — 5 березня: XXV з'їзд КПРС. 12 травня: в Москві сворено Гельсинську групу Пуск першої черги Лисичанського нафтопереробного заводу. 9 листопада: 10-ма особами (у тому числі Левко Лук'яненко)утворено Українську Гельсинську групу. |
| 1977 | Січень: пуск першої черги Нововолинського заводу спеціального технологічного обладнання. 19 вересня: закінчення будівництва Запорізької ГРЕС. 26 вересня: пуск першого блоку Чорнобильської АЕС 7 жовтня: ухвалення Верховною Радою СРСР нової Конституції СРСР, декларується «загальнонародна держава» замість диктатури пролетаріату Грудень: завершення будівництва Вуглегірської ГРЕС |
| 1978 | 4 лютого: випуск 100-мільйонної тони сталі на «Запоріжсталі» |
| 1979 | 18 червня: Лідери СРСР та США (Л.Брежнєв та Дж. Картер) у Відні підписали Договір про обмеження стратегічних озброєнь-2 (ОСО-2) 11 (17?) серпня: в районі Дніпродзержинська зіткнулося два пасажирські літаки Ту-134А — всі 178 чоловік загинули. Літаки зіштовхнулись на висоті 9—10 тис. м. Один тримав курс з Ташкента до Мінська (на його борту був головний склад футбольної команди «Пахтакор»), а другий з Воронежа до Кишинева. Версія катастрофи — диспетчер несвоєчасно перевів один з літаків на іншу висоту. 16 вересня: В Афганістані зміщений глава держави Таракі — новим керівником став заступник прем'єр-міністра Хафізулла Амін. Таракі було таємно вбито 9 жовтня. 26 жовтня: завершення будівництва Каховського каналу. 12 грудня: Політбюро ЦК КПРС ухвалило рішення про введення військ в Афганістан. 24 грудня: початок введення радянських військ у Афганістан (виведені 1989 р.) 27 грудня: радянські спецназівці в Кабулі вбили президента Афганістану Аміна. Новим лідером країни став Бабрак Кармаль |
| 1980 | 19 липня — 3 серпня: XXII Олімпійські ігри у Москві, Ленінграді, Києві, Мінську і Таллінні. Вересень: друге засудження правозахисника В.Стуса на 10 років примусових робіт і 5 років заслання, звідки він вже не повернувся. |
| 1981 | 8 лютого: відкриття в Києві республіканського Дому органної та камерної музики 23 лютого — 3 березня: XXVI з'їзд КПРС — розглянуті завдання на ХІ П'ятирічку 1981—1985 рр. 9 травня: відкриття меморіального комплексу «Український державний музей історії Великої Вітчизняної війни 1941—1945 років» Червень: пуск в Енергодарі першого в СРСР заводу нестандартного обладнання і трубопроводів для АЕС. 13 грудня: Президент Войцех Ярузельський ввів у Польщі воєнний стан. |
| 1982 | 25 січня: помер член Політбюро Михайло Суслов — головний ідеолог радянського режиму. Травень: Пленум ЦК КПРС — ухвалення Продовольчої програми. 28 травня: урочисте святкування 1500-ліття Києва. 10 листопада: помер Генеральний Секретар ЦК КПРС Л. І. Брежнєв. Новим головою КПРС став Ю. В. Андропов (1982—1984), при якому здійснено останню спробу вивести СРСР з кризи, навести лад у державі «зверху» шляхом підвищення дисципліни і посилення радянської законності. 17 грудня: з посади знятий «брежнівський» міністр внутрішніх справ СРСР М.Щолоков (13.12.1984 під час розслідування його діяльностя застрелився). На пост голови КДБ СРСР призначається уродженець Дніпропетровська В. М. Чебріков. 24 грудня: Дослідний зразок найбільшого серійного вантажного літака у світі Ан-124 «Руслан» здійснив перший політ. |
| 1983 | Заснування у Києві Інституту серцево-судинної хірургії |
| 1984 | 13 лютого: після смерті Ю. В. Андропова (9 лютого) Генеральним Секретарем ЦК КПРС обрано К. У. Черненка (1984—1985) |
| 1985 | 11 березня: Після смерті К. У. Черненка Генеральним секретарем ЦК КПРС обрано М. С. Горбачова. 13 квітня: на змаганнях в Парижі Сергій Бубка вперше подолав в стибках з шестом висоту 6 метрів. 23 квітня: Пленум ЦК КПРС — проголошення курсу на прискорення і перебудову. 4 вересня: смерть в ув'язненні правозахисника Василя Стуса. |
| 1986 | 6 — 8 лютого: XXVII з'їзд КПРС — проголошено курс на прискорення і демократизацію радянського суспільства. 26 квітня: Катастрофа на Чорнобильській АЕС 31 серпня: біля опівночі в Цемеській бухті Новоросійська після зіткнення з вантажним судном «Петро Васєв» затонув найбільший на той час радянський туристичний лайнер «Адмірал Нахімов». З 1234 пасажирів та членів екіпажу загинуло 423 особи. Грудень: перші неприховані націоналістичні виступи в СРСР — казахська молодь в Алма-Аті протестує проти призначення Першим секретарем компартії республіки росіянина Колбіна. |
| 1987 | Лютий: початок вірмено-азербайджанського конфлікту у Нагорно-Карабаській автономній області АзРСР 10 лютого: Радянський уряд оголошує про звільнення з в'язниць і таборів 140 політичних дисидентів. Окремі акти звільнення з тюрем та обміну відмічалися з 1986 р. 21 жовтня: Пленум ЦК КПСС — 1-й секретар Московського ГК партії Б.Єльцин виступив з критикою перебудови; Г.Алієв виведений з Політбюро. 11 листопада Єльцин знятий з посади 1-го секретаря МГК. 4 грудня: поновив роботу 3-й енергоблок Чорнобильської АЕС Рада Міністрів СРСР ухвалила постанову «Про обмеження прописки кримських татар у ряді населених пунктів Кримської області та Краснодарського краю» |
| 1988 | 13 лютого: Степанакерт (НКАО) — вірменське населення на мітингу виступило проти влади Азербайджанської РСР і за приєднання до Вірменської РСР. 22 лютого: перша збройна вірмено-азербайджанська сутичка в НКАО. 28 лютого: У Сумгаїті (Азербайджанська РСР) сталася різьба вірмен. Убито 23 людини. квітень: В Естонській РСР створено національно-визвольний рух під назвою «Народний фронт на підтримку перебудови». 15 травня: розпочато виведення радянських військ з Афганістану. 21 вересня: у Нагорному Карабасі введено надзвичайний стан 1 грудня: Вперше відзначено Всесвітній день боротьби зі СНІДом. 7 грудня: землетрус у Вірменії — зруйновано міста Спітак, Ленінакан, Кіровакан. 21 грудня: Дослідний зразок найбільшого у світі діючого літака Ан-225 «Мрія» здійснив перший політ. |
| 1989 | 15 лютого: з Афганістану виведено радянські війська. 4 березня: створене українське товариство «Меморіал» імені Василя Стуса 26 березня: в Радянському Союзі відбулися перші вільні вибори народних депутатів СРСР, які стали початком реальних змін в політичній системі країни 9 квітня: «Кривава неділя» в Тбілісі — від рук радянських солдатів загуноло близько 20 мітингарів. 23 травня: відкрився 1-й з'їзд Рад СРСР 15 липня: почалися збройні сутички у Абхазькій АРСР. 8 — 10 вересня: Установчий з'їзд у Києві «Народного руху України за перебудову» 28 жовтня: Ухвалено Закон «Про мову в Українській РСР». 3 грудня: Після 2-денної неофіційної зустрічі керівник СРСР Михайло Горбачов і президент США Джордж Буш-старший заявили про завершення епохи протистояння двох ідеологічних систем — «Холодної війни». |